# Magyarország gazdasága 1989-től
Magyarország gazdasági rendszere a 21. században az Alaptörvény szerint a tisztességes piaci versenyre és a mindenkinek járó, államilag garantált minimális egzisztenciális biztonságra épülő szociális piacgazdaság. Az ország gazdasági teljesítménye alapján a világban gazdag, fejlett országnak számít, az Európai Unión belül azonban számos vonatkozásban az átlag alatti gazdasági mutatói miatt a kevésbé fejlett tagállamok közé tartozik.
Magyarország gazdasága a rendszerváltást követően változott meg, amikor is a Kádár-korszak tervgazdálkodása és az állami kézben lévő cégek dominanciájának helyét a szociálliberális piacgazdaság, más megközelítésben a vegyes gazdaság, de főleg a magántulajdonú vállalatok vették át. A politikai és gazdasági átalakulás folyamata már az 1980-as években elkezdődött, amely fokozatosan a korábbi rendszer gyengüléséhez és végső soron annak bukásához vezetett. A magyarországi rendszerváltás szorosan kapcsolódik a Kelet-Európában bekövetkezett politikai és gazdasági változások sorozatához. A korábbi szovjet befolyás meggyengülése lehetővé tette, hogy az úgynevezett keleti blokk országai megnyissák piacaikat a nyugat-európai országok gazdaságai előtt, amely napjainkra azok euroatlanti csatlakozásai révén vált teljessé. Ezen országok gazdaságai egyre szorosabbá fűzték gazdasági kapcsolataikat különböző infrastrukturális beruházások által, mint, amilyenek például az út és vasúthálózatok, a földgáz-, kőolaj- és villamosenergia-hálózatok összekötése, valamint az Unió szabályrendszereinek saját törvényhozásukba való átültetése által, továbbá az EU négy alappillérének gyakorlati alkalmazása révén.
Magyarország az 1990-es évek elején komoly gazdasági visszaeséssel, magas munkanélküliséggel és az erre fokozatosan reflektáló pénzügyi-gazdasági intézkedésekkel nézett szembe. A gazdaság átalakítása számos nehézséget okozott: a piaci viszonyok kialakítása a nemzeti össztermék (GDP) visszaesésével járt, a veszteséges ágazatok leépítésével tömegessé vált a korábban ismeretlen munkanélküliség és az infláció mértéke is magasra szökött. 1994-ben azonban megállt a visszaesés, a nemzeti össztermék növekedésnek indult, igaz, a gazdasági egyensúly megbillenése árán.
A Horn-kormány idején a közfelháborodást kiváltó elemeket is tartalmazó Bokros-csomag intézkedéseinek eredményeként stabilizálódott az ország gazdasága: a növekedés állandósult, csökkent a külföldi államadósság és 1999-re az ország nemzeti jövedelme ismét elérte, majd meghaladta a rendszerváltás előtti szintet. Az 1950-es években államosított vagyonát az 1990-es években részben a privatizáció, részben a kárpótlás révén adta magánkézbe az állam. 1996-ban Magyarország tagja lett az OECD-nek. Az 1987. január 1-jén bevezetett kétszintű bankrendszert a kezdeti nehézségek után előbb a Postabank-ügy, majd később további pénzügyi botrányok rázták meg. Az 1990-es évek végén a multinacionális cégek befektetéseinek következményeként beáramló külföldi működőtőke kedvező konjunktúrát indukált. Az GDP az ezredforduló idején évente 5%-kal növekedett. Az államadósság eközben 50%-ra csökkent.
A 2000-es évek elejétől kezdve az ország nagy szerepet fordított a közlekedési hálózat fejlesztésére, amely a városok körül kialakított ipari parkok vállalkozásbarát környezetével és a javuló gazdasági mutatók által erősítette a külföldi tőke beáramlását. Az évtized közepén 2004-ben csatlakozott Magyarország az Európai Unióhoz, ami az évek során egyre növekvő mértékben beáramló euró-milliárdok révén döntő mértékben segítette az ország infrastrukturális és gazdasági fejlődését. A csatlakozás nyomán viszont le kellett állítani néhány nemzetközileg versenyképtelen hazai ágazatot, aminek egyik legfontosabb eleme az Európai Unió cukorpiaci rendtartása miatt bekövetkezett hazai cukoripar leépítése volt. Az országot is elérte a 2008-ban kirobbant gazdasági világválság, ami a kormány 2006 előtti költekezése miatt felborult államháztartási egyensúlyt tovább súlyosbította. Magyarország az államcsődöt csak az Nemzetközi Valutaalap (IMF) és az Európai Unió gyors és hathatós segítségével tudta elkerülni.
A 2010-ben a második Orbán-kormány az IMF segítsége helyett áttért az ország adósságának belső finanszírozására. Ennek érdekében radikálisan megváltoztatta a nyugdíjrendszert, többek között az abban résztvevők tiltakozása ellenére államosította a magánnyugdíjpénztárakat.
A túlzottdeficit-eljárás 2013-as megszűntetését követően az Európai Uniós támogatások felpörgésének hatására a gazdaság teljesítménye elérte az ezredforduló körüli szintet. A 2010-es évek második felében a GDP emiatt ismét tartósan 5%-os növekedést mutatott évente. (2004-2022 között 2024-es árfolyamon számolva közel 24,6 ezer milliárd forintnyi támogatás érkezett az Európai Unió részéről.)

2022 decemberében Matolcsy György, a Magyar Nemzeti Bank elnöke az Országgyűlés Gazdasági Bizottsága előtt súlyosan kritizálta a kormány rossz gazdaságpolitikáját: 

„Szembe kell nézni azzal, hogy a pénzügyi, makrogazdasági mutatók az Európai Unióban az első-második legrosszabb helyen vannak. Jövőre már a legrosszabb lesz, mert a 15-18 százalék közötti infláció a legmagasabb lesz az Európai Unióban. Szembe kell nézni azzal, hogy Magyarország, ha folytatja ezt a gazdaságpolitikát – tehát nem hajt végre egy kétharmados gazdaságpolitikai fordulatot –, akkor elveszíti az évtizedet. Stagnálás, stagfláció következik. Ez most még megelőzhető, egy év múlva már nem.”

–  

 A kormány 2022-es választás előtti költekezésének eredményeként ismét felborult az államháztartási egyensúly. A infláció az 1990-évek elejéhez hasonló mértékűre emelkedett. A helyzetet nehezítette az Európai Unió támogatásainak felfüggesztése. (Ezt az EU a korrupció hazai szintjének az európai közösségen belüli legmagasabb mértékével és a demokratikus, jogállami berendezkedés magyar kormány általi szándékos leépítésével indokolta.)
2023 januári adatok szerint a magyarországi infláció az előző év januárjához képest a Központi Statisztikai Hivatal adatai szerint 25,7%, az eltérő módszertannal dolgozó Eurostat szerint 26,2% volt. Ez az EU-n belül a legmagasabb, a második legmagasabb a lettországi 21,4%-os, az EU átlaga kerek 10%. A magyarországi élelmiszer-infláció 48,2%, az EU átlaga 18,4%. A reáljövedelem drasztikus csökkenése az Eurostat 2024-ben készült vásárlóerő-paritás felmérésében manifesztálódott. Az Európai Unión tagországai közül Magyarországon mérték a legalacsonyabb életszínvonalat.

## A magyar piacgazdaság jellemzői

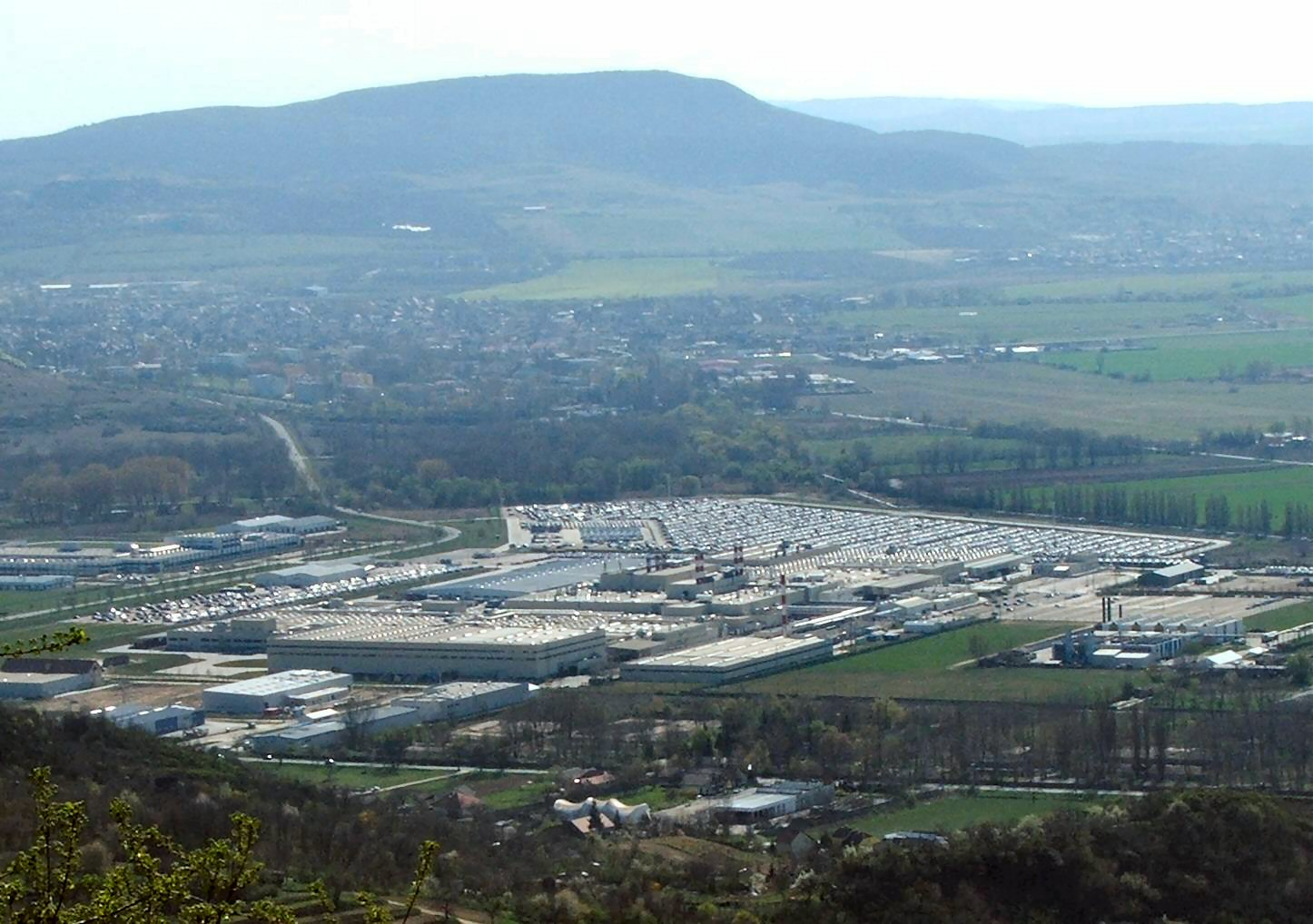
A Magyar Suzuki 2008-ban 45. legnagyobb árbevételű cég volt Közép- és Kelet-Európában, és a magyar export 2,2%-át adta

A piacgazdaság a magántulajdonra és az egyéni érdekeken alapuló versenyre épül. A verseny magában hordozhatja a sikeres, nyereményes gazdálkodást, azaz a profitszerzést, de veszteséges gazdálkodás kockázatát is. Az eladandó áruk árát legfőképpen két tényező, a kereslet és a kínálat szabályozza.
Magyarország piacgazdasága szabad áras, néhény kivételtől eltekintve nincsenek központilag meghatározott árai és termékei. Az árakat mérsékli az árubőség növekedése, a kereslet növekedése viszont emeli az árakat.
A rendszerváltás során lezajlott gazdasági átalakulás, a Bokros-csomag 1995-től bevezetett megszorító intézkedései, a 2008-as pénzügyi válság, majd a 2010-es években bevezetett, elsősorban a felsőbb osztályokat támogató - Ferge Zsuzsa szociológus elnevezése nyomán - "perverz" újraelosztási rendszer miatt rendkívül szélesre nyílt a jövedelmi olló.

## Főbb gazdasági mutatók
Bruttó hazai terméke (GDP) 2020-ban folyó áron 47 988 milliárd forint volt. Az egy főre eső bruttó hazai termék közepesen szóródik. Magyarország régiói közül a leggazdagabb Közép-Magyarország volt 2011-ben 4 millió 509 ezer forint/fő), a legszegényebb pedig a Észak-Magyarország 1 millió 696 ezer forint/fő). 2009-ben a gazdasági világválság 6,6%-kal vetette vissza a gazdaságot. 2012-ben az aszály miatt 1,7%-os volt a visszaesés, a gabonatermelés volumene 24%-kal csökkent.

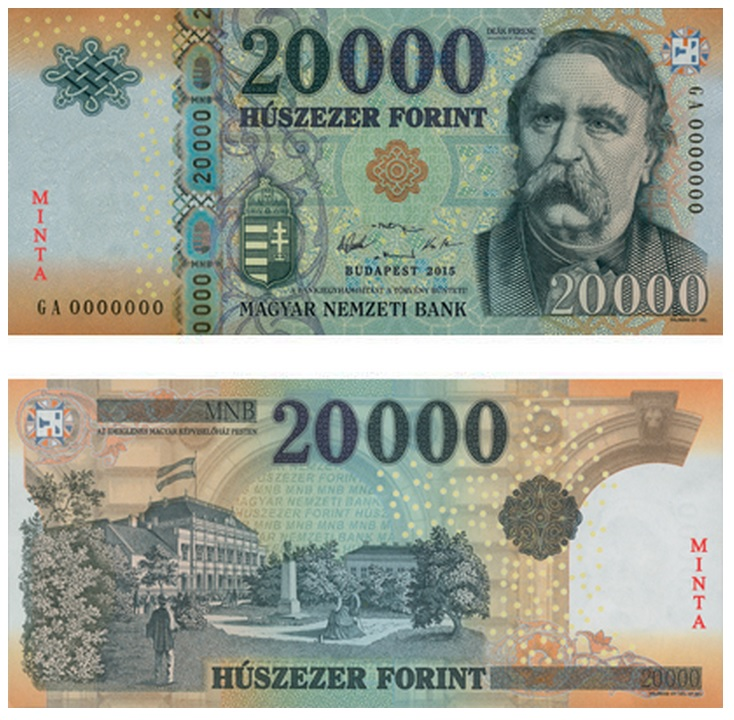
A legnagyobb címletű magyar bankjegy Deák Ferenc arcképével

Magyarországon az Európai Unió átlagához képest alacsonyak a bérek, a bruttó bérek átlaga 2020-ban bruttó 403 ezer forint (nettó 268 ezer forint) volt. A munkanélküliségi ráta 3,7%-os szintje alacsony (harmadik legjobb az EU-ban), de ebben nagy szerepet játszik a közfoglalkoztatás rendszere (83,4 ezer fő közfoglalkoztatott, 1,3%-kal javítja a 73,1%-os foglalkoztatottságot), valamint az, hogy az aktív fiatal korosztályok egyre nagyobb része külföldön vállal munkát. Egyre inkább a tőkeintenzív ágazatok fejlődnek, amelyek a magasan képzett munkavállalóknak biztosítanak megélhetést. A nem piacképes tudással vagy alacsony képzettséggel rendelkező emberek körében magas a strukturális jellegű munkanélküliség, és jelentős a szegénység is. Magyarország a fejlett ipari országokhoz hasonlóan egyre korosodó népességgel rendelkezik, az aktivitási ráta 69,2%-os szintje közepes (tizedik az EU-ban) és a nagy értékű munkát végző népesség sok inaktív (tanuló, nyugdíjas, állástalan) embert tart el. Magyarország több javat fogyaszt el, mint amennyit megtermel, államháztartása deficites, az államadósság szintje az éves bruttó hazai termék (GDP) körülbelül 70,9%-ára tehető.
A magyar gazdaságban egyre erősebb a szolgáltató szektor szerepe; az áruszállításba és más szolgáltató ágazatokba kimagaslóan sok beruházás történt az elmúlt tizenöt évben. Ezzel együtt a gazdasági szerkezet leginkább fejlett ipari országként írható le. A magyar gazdaság fejlődése szempontjából kimagasló jelentőségű a döntően multinacionális tulajdonú cégek által végzett feldolgozóipari tevékenység, gépgyártás, autógyártás, elektronikai cikkek. Néhány ilyen vállalkozás termeli meg az exportra kerülő termékek több mint felét, és fizeti be az adónak is több mint felét. Ebben azonban már a közeljövőben változást hozhat a digitális gazdaság utóbbi években tapasztalható, egyre intenzívebb felfutása.
A digitális gazdaság jelenleg is a teljes magyar GDP negyedét adja, az IKT cégek mellett figyelembe véve az autógyárak, feldolgozóipari üzemek, pénzügyi szolgáltatók, online kereskedelemmel foglalkozó vállalkozások, IT-tanácsadók, SSC-k házon belüli, folyamatosan bővülő digitális fejlesztéseit. A digitális gazdaságon belül is egyre megkerülhetetlenebbé válnak a többnyire innovatív technológiákra vagy megoldásokra építő, magyarországi gyökerű startupok. Az olyan cégek, mint a LogMeIn, a Prezi, vagy a Ustream, valamint az ő nyomdokaikon haladó vállalkozások nem csupán a magyar exporthoz tesznek hozzá egyre többet, hanem a hazai vállalkozói kultúra fejlődésére is egyre erőteljesebben hatnak, egyebek mellett az olyan kezdeményezéseknek köszönhetően, amilyen a 2013-ban létrehozott Bridge Budapest nonprofit egyesület, amelynek az áll tevékenysége fókuszában, hogy minél több érték-vezérelt vállalkozás működjön Magyarországon.
Magyarország természeti kincsekben szegény ország, gazdasága jelentős behozatalra szorul, viszont a fizetési mérlege és külkereskedelmi mérlege 2009 óta pozitív.
A magyar gazdaság célja 1989 után az átmenet volt a tervgazdaságból a piacgazdaságba. Magyarország az Európai Unió tagjaként a világ legnagyobb egységes piacának tagja, és az Európai Unió gazdaságpolitikai célkitűzéseinek megfelelően törekszik pénzének, a forintnak az euróra cserélésére, alacsony kamatok, kezelhető mértékű államháztartási deficit és államadósság elérésére, a maastrichti kritériumokban meghatározott alacsony infláció teljesítésére.
|   | Év   | Munka- nélküliség | Foglalkoz- tatottság | Minimál- bér | Átlag- kereset | Reál- bér | Infláció | GDP    | Új lakások | Hiány | Állam- adósság | Alap- kamat |
| - | ---- | ----------------- | -------------------- | ------------ | -------------- | --------- | -------- | ------ | ---------- | ----- | -------------- | ----------- |
| 1 | 1989 | 0,5%              | 70,9%                | 3 700        | 10 571         | 100,9%    | 17,0%    | 0,7%   | 51 487     | -2,7% | 66,5%          | -           |
| 2 | 1990 | 2,1%              | 67,7%                | 5 600        | 13 446         | 96,3%     | 28,9%    | -3,5%  | 43 771     | 0,3%  | 66,3%          | 22,00%      |
| 2 | 1991 | 8,4%              | 65,1%                | 7 000        | 17 934         | 93,0%     | 35,0%    | -11,9% | 33 164     | -3,0% | 74,2%          | 22,00%      |
| 2 | 1992 | 9,3%              | 58,0%                | 8 000        | 22 294         | 98,6%     | 23,0%    | -3,1%  | 25 807     | -7,0% | 78,3%          | 21,00%      |
| 2 | 1993 | 11,3%             | 54,5%                | 9 000        | 27 173         | 96,1%     | 22,5%    | -0,6%  | 20 925     | -6,5% | 88,7%          | 22,00%      |
| 3 | 1994 | 10,2%             | 53,5%                | 10 500       | 33 309         | 107,2%    | 18,8%    | 2,9%   | 20 947     | -8,4% | 86,0%          | 25,00%      |
| 3 | 1995 | 9,5%              | 52,5%                | 12 200       | 38 900         | 87,8%     | 28,2%    | 1,5%   | 24 718     | -8,8% | 84,0%          | 28,00%      |
| 3 | 1996 | 9,2%              | 52,4%                | 14 500       | 46 837         | 95,0%     | 23,6%    | 1,3%   | 28 257     | -4,4% | 71,2%          | 23,00%      |
| 3 | 1997 | 8,1%              | 52,5%                | 17 000       | 57 270         | 104,9%    | 18,3%    | 3,3%   | 28 130     | -6,0% | 61,8%          | 20,50%      |
| 4 | 1998 | 7,8%              | 53,6%                | 19 500       | 67 764         | 103,6%    | 14,3%    | 4,2%   | 20 323     | -8,0% | 59,7%          | 17,00%      |
| 4 | 1999 | 7,0%              | 55,4%                | 22 500       | 77 187         | 102,5%    | 10,0%    | 3,2%   | 19 287     | -5,5% | 59,5%          | 14,50%      |
| 4 | 2000 | 6,4%              | 56,0%                | 25 500       | 87 645         | 101,5%    | 9,8%     | 4,2%   | 21 583     | -3,0% | 54,8%          | 11,00%      |
| 4 | 2001 | 5,7%              | 56,2%                | 40 000       | 103 553        | 106,4%    | 9,2%     | 3,8%   | 28 054     | -4,1% | 51,4%          | 9,75%       |
| 3 | 2002 | 5,8%              | 56,2%                | 50 000       | 122 482        | 113,6%    | 5,3%     | 4,5%   | 31 511     | -9,0% | 54,6%          | 8,50%       |
| 3 | 2003 | 5,9%              | 57,0%                | 50 000       | 137 193        | 109,2%    | 4,7%     | 3,8%   | 35 543     | -7,3% | 57,1%          | 12,50%      |
| 3 | 2004 | 6,1%              | 56,8%                | 53 000       | 145 520        | 98,9%     | 6,8%     | 4,9%   | 43 913     | -6,5% | 58,0%          | 9,50%       |
| 3 | 2005 | 7,2%              | 56,9%                | 57 000       | 158 343        | 106,3%    | 3,6%     | 4,4%   | 41 084     | -7,9% | 60,0%          | 6,00%       |
| 3 | 2006 | 7,5%              | 57,4%                | 62 500       | 171 351        | 103,6%    | 3,9%     | 3,8%   | 33 864     | -9,3% | 64,1%          | 8,00%       |
| 3 | 2007 | 7,7%              | 57,0%                | 65 500       | 185 017        | 95,4%     | 8,0%     | 0,4%   | 36 159     | -5,0% | 65,0%          | 7,50%       |
| 3 | 2008 | 8,0%              | 56,4%                | 69 000       | 198 964        | 100,8%    | 6,1%     | 0,8%   | 36 075     | -3,7% | 71,0%          | 10,00%      |
| 3 | 2009 | 10,5%             | 55,0%                | 71 500       | 199 837        | 97,7%     | 4,2%     | -6,6%  | 31 994     | -4,5% | 77,2%          | 6,25%       |
| 4 | 2010 | 10,9%             | 54,9%                | 73 500       | 202 525        | 101,8%    | 4,9%     | 0,7%   | 20 823     | -4,5% | 79,7%          | 5,75%       |
| 4 | 2011 | 10,94%            | 55,4%                | 78 000       | 213 094        | 102,5%    | 3,9%     | 1,8%   | 12 655     | -5,4% | 79,9%          | 7,00%       |
| 4 | 2012 | 10,94%            | 56,7%                | 93 000       | 223 060        | 96,6%     | 5,7%     | -1,7%  | 10 560     | -2,4% | 77,6%          | 5,75%       |
| 4 | 2013 | 10,25%            | 58,1%                | 98 000       | 230 714        | 103,1%    | 1,7%     | 1,9%   | 7 293      | -2,6% | 76,0%          | 3,00%       |
| 4 | 2014 | 7,7%              | 61,8%                | 101 500      | 237 695        | 103,2%    | -0,2%    | 3,7%   | 8 358      | -2,6% | 75,2%          | 2,10%       |
| 4 | 2015 | 6,8%              | 63,9%                | 105 000      | 247 924        | 104,4%    | -0,1%    | 2,9%   | 7 612      | -1,9% | 74,7%          | 1,35%       |
| 4 | 2016 | 5,1%              | 66,5%                | 110 000      | 263 171        | 107,4%    | 0,4%     | 2,0%   | 9 994      | -1,6% | 73,9%          | 0,90%       |
| 4 | 2017 | 4,2%              | 68,2%                | 127 500      | 297 017        | 110,3%    | 2,4%     | 4,0%   | 14 389     | -2,2% | 72,7%          | 0,90%       |
| 4 | 2018 | 3,7%              | 69,2%                | 138 000      | 329 943        | 108,3%    | 2,8%     | 4,9%   | 17 681     | -2,2% | 70,9%          | 0,90%       |
| 4 | 2019 | 3,4%              | 70,1%                | 149 000      | 367 800        | 107,7%    | 3,4%     | 4,9%   | 21 127     | -2,0% | 66,4%          | 0,90%       |
| 4 | 2020 | 4,3%              | 70,4%                | 161 000      | 403 600        | 106,2%    | 3,3%     | -3,6%  | 28 208     | -8,1% | 80,4%          | 0,60%       |
| 4 | 2021 | 3,7%              | 73,1%                | 167 400      | 438 800        | 103,4%    | 5,1%     | 7,1%   | 19 898     | -6,8% | 76,8%          | 2,40%       |
| 4 | 2022 | 3,6%              | 74,4%                | 200 000      | 515 800        | 102,6%    | 14,5%    | 4,6%   | 20 540     |       | 72,9%          | 13%         |

Az állam bruttó adóssága a GDP %-ában
Forrás: akk.hu,ksh.hu,mnb.hu
A hozzáadott érték nemzetgazdasági ágankénti alakulása, 2018
Forrás: ksh.hu
2018-ban az ország teljesítménye a 2017. évi, magas bázishoz mérten 4,9%-kal emelkedett, amit elsősorban az alapvetően a belső fogyasztáson alapuló piaci alapú szolgáltatások bővülése okozott. A 2018. évi növekedési ütem az elmúlt 14 év legdinamikusabb bővülése volt.
A termelési oldalt tekintve leginkább a piaci alapú szolgáltatások, az ipar és az építőipar járult hozzá a gazdasági növekedéshez. Az árutermelő ágazatok közül az építőipar hozzáadott értéke 23%-kal, a mezőgazdaságé 5,3%-kal, az iparé 3,2%-kal nőtt. A szolgáltatószektorban a legnagyobb mértékű növekedés (7,9%) a kereskedelem, szálláshely-szolgáltatás területén következett be. A közösségi szolgáltatások hozzáadott értéke alig változott (+0,2%).

## Magyarország adósbesorolása 1989 és 2016 között

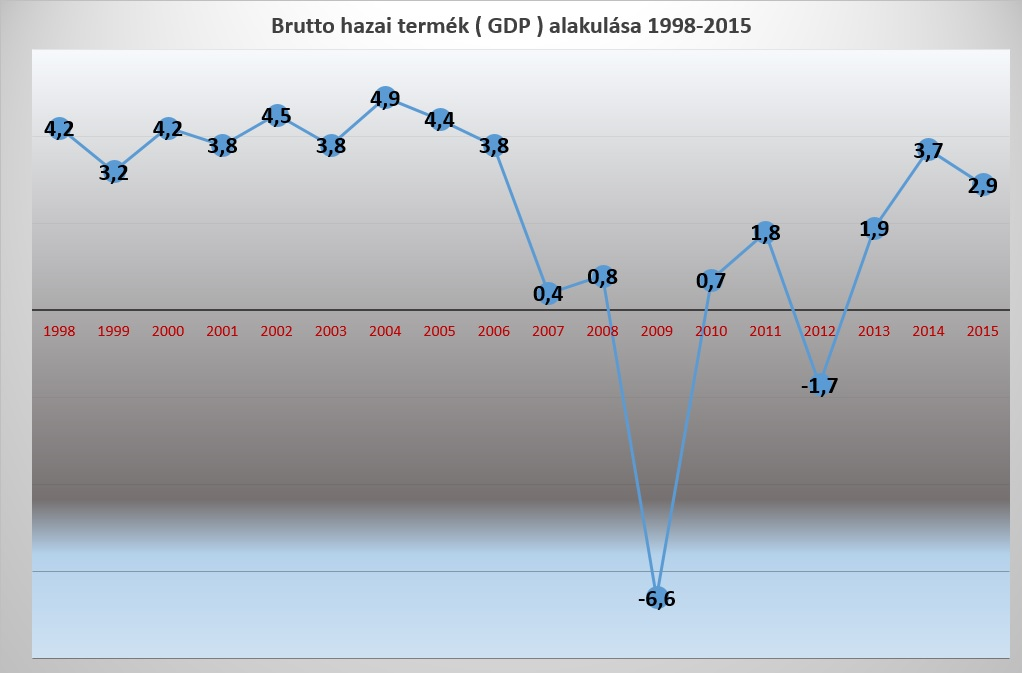
Bruttó hazai termék alakulása 1998-2015 között

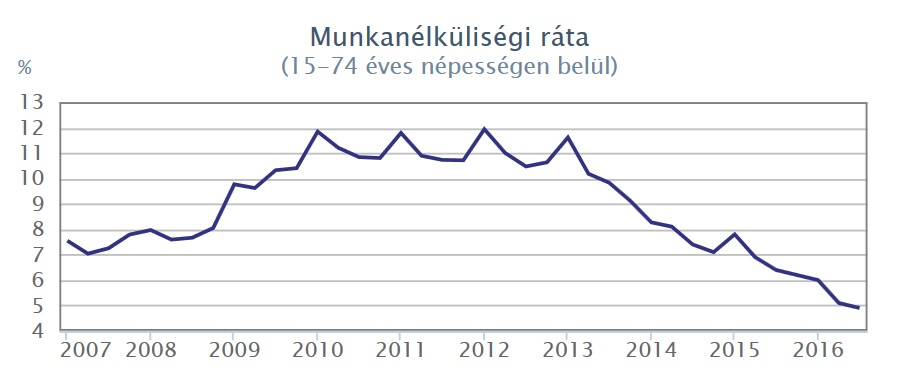
Munkanélküliség alakulása 2007 és 2016 között

Forrás: Origo

## Ipara
Magyarország közepesen fejlett, külgazdaság-érzékeny ország. Nyersanyagokban és energiahordozókban szegény, területén kőolaj-, földgáz-, bauxit-, szén-, kaolin-, zeolit-, perlit-, bentonit-, illetve építőipari andezit, riolit, tufa, mészkőbányászat folyik, de jelentős behozatalra szorul a nyersanyagokból.
Magyarországon a GDP-nek közel kétharmadát a szolgáltatói szektor állítja elő. Ezen belül is kiemelkedő a pénzügyi tevékenységek, ingatlanügyletek, gazdasági szolgáltatások, valamint a közösségi szolgáltatások (igazgatás, oktatás, egészségügyi, szociális ellátás) súlya. Az ipar, mely elsősorban a feldolgozóiparra támaszkodik, mintegy negyedét termeli a nemzeti összterméknek. Viszonylag alacsony, 4-5 százalék a mezőgazdaság, valamint az építőipar részesedése.
A GDP növekedési üteme többé-kevésbé stabilan 1,5-2%-ponttal meghaladja az EU-15 átlagát, igaz, az újonnan csatlakozók körében a magyar növekedési ütem relatíve halványnak minősíthető. 2009-ben a kedvező nemzetközi feltételek hatására megtört a 2001 óta megfigyelhető lassulási trend, a 4%-os növekedés, a mezőgazdasági hozzáadott érték kiugró, 36%-os bővülésén felül az ipar és az építőipar 5% körüli növekedési ütemének tudható be, míg a szolgáltatási szektor ágazatainak többsége jócskán átlag alatti növekedést produkált (kivétel a szállítás és raktározás).

## Mezőgazdasága

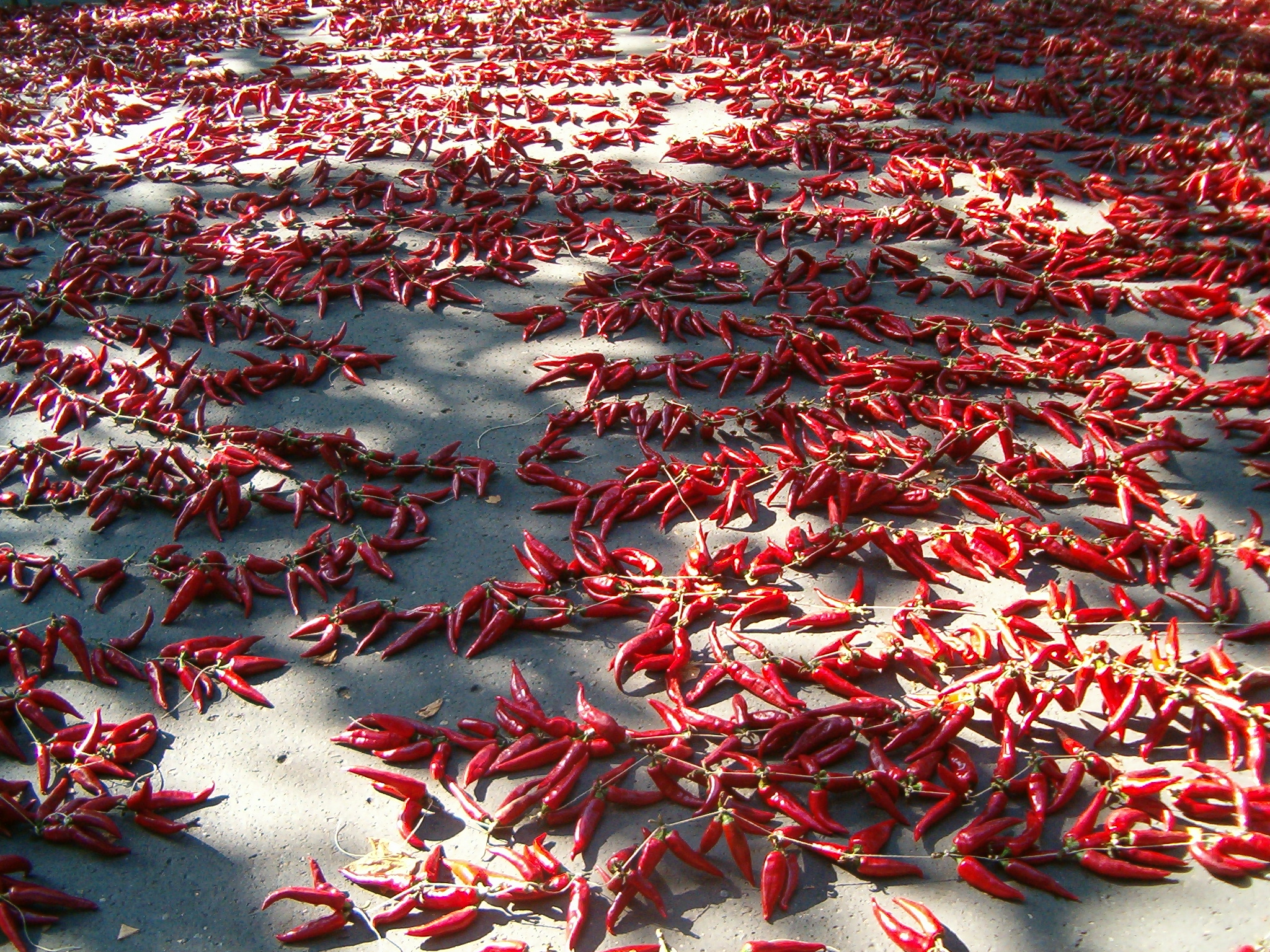
Szegedi paprika

A mezőgazdasági termelést már évszázadok óta az jellemzi, hogy a hazai ellátás mellett egyre több árut ad exportra is. Az ország legfontosabb mezőgazdasági termékeiből – főként szarvasmarhából, búzából és borból – a középkortól jelentős mennyiséget értékesített Közép- és Nyugat-Európa piacain. A rendszerváltás óta a mezőgazdaság teljesítménye folyamatosan romlott. Eleinte a állami támogatások csökkenése, majd a külföldi olcsó importáru árleszorító hatása, manapság az EU-s bürokrácia béklyói kötik gúzsba a hazai mezőgazdaságot.[forrás?]
A mezőgazdaság bruttó termelése 1997-ben a megelőző év szintjén maradt. A mezőgazdaság két fő területén eltérő irányú változás következett be, a növénytermesztési és kertészeti termékek termelése 2,5 százalékkal emelkedett, az állattenyésztésé viszont 4,4 százalékkal csökkent. A két fő ágazat ellentétes irányú fejlődése egyébként 1992-97 között is megfigyelhető. A növénytermesztés fejlődése ugyanis viszonylag kiegyenlített volt, átlagosan 3 százalékkal nőtt évente, míg az állattenyésztés termelése csökkenő irányzat mellett nagyfokú ingadozást mutat és évente átlagosan 3 százalékkal mérséklődött.

## Zöldségtermesztése
Magyarország területének közel 70%-a alkalmas mezőgazdasági termelésre. Természeti adottságai, a napfényes órák száma, a domborzati viszonyok, a kiváló termőképességű talajok a legtöbb kultúrnövény termelésében mindig is jó eredményeket tettek és tennének ma is lehetővé. A kedvező adottságoknak köszönhetően az itt megtermelt gyümölcsök és zöldségek beltartalmi tulajdonságai szinte felülmúlhatatlanok.[forrás?]
Magyarországon a mezőgazdaság a GDP-hez körülbelül 4%-kal járul hozzá. Viszont a foglalkoztatottak arányának csökkenése már a rendszerváltás előtt megkezdődött. Ezért nagy munkaerő vált feleslegessé az elmúlt években. Az éveken át tartó aszály és a tulajdonosváltást követő bizonytalanság miatt a mezőgazdaság teljesítménye is visszaesett. A KGST összeomlásával Magyarország exportja is visszaesett. A rendszerváltozással a termőföld közel 90%-a magántulajdonba került.[forrás?]
Ilyen kedvező természeti és gazdaságföldrajzi adottságok (közeli nagy piacok) mellett a mezőgazdaság és az élelmiszeripar az ország meghatározó gazdasági ágazata. Ezért Magyarországon az élelmiszer-gazdaság a nemzetgazdaság egészén belül lényegesen nagyobb súlyú a termelést, a foglalkoztatást és az exportot tekintve, mint más hasonló gazdasági fejlettségű országokban. Az 1990-es években még nagy szerepet vállalt a hazai gazdaságban.
A mezőgazdaság – az erdőgazdálkodást beleértve – és az élelmiszeripar együtt 1996-ban a nemzetgazdasági GDP 10,7 százalékát adta. Nem hivatalos számítások szerint a mezőgazdaságot tágabban értelmezve („agrobusiness”) a GDP-ből való részesedése ennél is nagyobb, mintegy 15-18 százalékosra becsülhető. A mezőgazdaság viszonylag nagyobb súlya abban is megmutatkozik, hogy 1997-ben az aktív keresők 8,5%-át foglalkoztatta, sőt az élelmiszeriparral együtt ez az arány 11,7% volt.
A nemzetgazdaság exportjának átlagosan 20-25%-a származott 1992-1997 között az élelmiszer-gazdaságból. Az ágazat külkereskedelmi forgalmának jelentős a kiviteli többlete.

## Magyarország mezőgazdasági földterülete
Az ország mezőgazdasági területe 1997-ben 6,195 millió hektár volt. Ez 11 ezer hektárral több, mint egy évvel korábban, de 303 ezer hektárral kevesebb az 1986-90-es évek átlagánál. A mezőgazdasági terület 76 százaléka szántóföld, 19 százaléka gyep. A kert, a gyümölcsös és a szőlőterület 5 százalékkal részesedett a megművelt területből.
A földterület művelési ágak szerinti összetételében 1997-ben lényeges változás nem következett be. A mezőgazdasági termelést meghatározó szántóterület 4,711 millió hektár volt. A gyümölcsös, a szőlő- és gyepterület nagysága az előző évivel azonos, a kertterület viszont 11 ezer hektárral nőtt.
A 2010-es években az ország mezőgazdasági területe 5,5 millió hektár. Az állami földterület nagysága mintegy 600 000 hektár volt a 2010-es években végrehajtott földárverezések előtt, amikor is mintegy 380 000 hektár föld került kalapács alá.

## A birtokviszonyok Magyarországon
A privatizáció és az átalakulások következtében a földhasználatban megnőtt az egyéni gazdálkodók szerepe. Míg 1994-ben a szövetkezetek, valamint a vállalatok és gazdasági társaságok használták az ország mezőgazdasági területének 56 százalékát, addig 1997-ben már csak 42 százalékát művelték.
A kiválások következtében a szövetkezetek által használt földterület 30 százalékkal csökkent 1994-hez képest. Az ország földterületének már több mint felét (58 százalékát) egyéni gazdálkodók művelték 1997-ben és a mezőgazdasági termelés közel ekkora hányada is ebből a körből kerül ki.

## Bányászata
Magyarország bányászata jelenleg kevés helyen zajlik. Ásványkincsei közül jelentős a szén (feketeszén a Mecsekben, barnaszén). Az 1990-es évektől Észak-Magyarországon a lignitet termelik ki. A kőolaj és földgáz az ország szükségletét részben nem fedezi. Ércekben az ország geológiai felépítése miatt szegény. Jelentős ásványkincsnek minősülnek a különféle ásványi sókban gazdag termálvizek, melyek a turizmusban fontos szerepet játszanak.
Magyarország éves szénkitermelése 400 000-600 000 tonna körül alakul 2016-ban. A tervek szerint az Ózd közelében, Farkaslyuknál újranyitó szénbánya éves termelése 100 000-150 000 tonna lehet majd a kitermelés maximalizálása esetén. Felmérések adatai alapján a farkaslyuki bánya mintegy 7,34 millió tonna barnaszenet rejt és a közeli csernelyi szénmező is nagyjából ugyanennyi szenet rejthet.

## A szolgáltatások Magyarországon
A magyar gazdaságban egyre erősebb a szolgáltató szektor szerepe; az áruszállításba és más szolgáltató ágazatokba kimagaslóan sok beruházás történt az elmúlt tizenöt évben. A szolgáltatóipar hazai részesedése a magyar GDP-ből 65%-ot tesz ki. Ez 1970-ben még csak 38 százalék volt.
Magyarország bruttó nemzeti össztermékének 6,5 százalékát a logisztika teszi ki.

## Az ország külkereskedelme
A rendszerváltás után 20 év óta először 2009-ben a külkereskedelmi mérlegben 1056 milliárd Ft aktívum keletkezett. 2009 óta minden évben pozitív volt a mérleg, 2016-ban pedig 3029 milliárd forintra növekedett. Az import 78, az export 79%-át az Európai Unió tagállamaival bonyolítja le Magyarország. A legfontosabb exportcikk a személygépkocsi, amit a gépjármű alkatrészek, majd a benzinmotorok, gyógyszerek és dizelmotorok követnek. A külkereskedelmi forgalom (export, import) GDP-hez mért aránya növekvő trendet mutat, a 2012. évi 166-ról 2017-re 172%-ra nőtt
Magyarország nagyon kis mértékben kereskedik az alábbi országokkal is. Észak-Korea felé 4,4 millió forint értékben adnak el élő emlősállatokat, 2,6 millió forintért pedig terápiás gyógyszereket. Magyarország 24 millió forint értékben vásárol az ázsiai országtól szulfonamidokat. A polgárháború sújtotta Szomáliával 33 millió forintos forgalmat bonyolított hazánk. A Kajmán-szigetek felé 100 millió forintért adtunk el árukat.
| milliárd Ft | 1991     | 1992     | 1993     | 1994     | 1995     | 1996     | 1997     | 1998     | 1999     | 2000     |
| ----------- | -------- | -------- | -------- | -------- | -------- | -------- | -------- | -------- | -------- | -------- |
| behozatal   | 855,6    | 878,5    | 1 162,5  | 1 537,0  | 1 936,4  | 2 468,1  | 3 961,2  | 5 511,5  | 6 645,6  | 9 064,0  |
| kivitel     | 764,3    | 843,6    | 819,9    | 1 128,7  | 1 622,0  | 2 001,7  | 3 566,8  | 4 934,5  | 5 938,5  | 7 942,8  |
| egyenleg    | -91,4    | -34,9    | -342,6   | -408,3   | -314,4   | -466,4   | -394,3   | -577,0   | -707,0   | -1 121,2 |
| milliárd Ft | 2001     | 2002     | 2003     | 2004     | 2005     | 2006     | 2007     | 2008     | 2009     | 2010     |
| behozatal   | 9 665,1  | 9 704,1  | 10 695,4 | 12 218,9 | 13 145,5 | 16 224,7 | 17 374,5 | 18 503,5 | 15 517,5 | 18 174,3 |
| kivitel     | 8 748,2  | 8 874,0  | 9 643,7  | 11 232,4 | 12 425,5 | 15 591,1 | 17 344,5 | 18 440,4 | 16 574,0 | 19 690,0 |
| egyenleg    | -916,9   | -830,1   | -1 051,7 | -986,6   | -720,1   | -633,6   | -29,9    | -63,1    | 1 056,4  | 1 515,7  |
| milliárd Ft | 2011     | 2012     | 2013     | 2014     | 2015     | 2016     | 2017     | 2018     | 2019     | 2020     |
| behozatal   | 20 363,9 | 21 221,0 | 22 162,8 | 24 126,5 | 25 348,6 | 25 931,2 | 28 633,4 | 31 656,7 | 33 833,3 | 34 849   |
| kivitel     | 22 342,5 | 23 143,1 | 24 117,8 | 26 064,0 | 28 013,5 | 28 960,5 | 31 133,9 | 33 409,1 | 35 416,3 | 36 833   |
| egyenleg    | 1 978,6  | 1 922,0  | 1 955,0  | 1 937,5  | 2 664,9  | 3 029,2  | 2 500,5  | 1 752,4  | 1 583,0  | 1 984    |

## Turizmus Magyarországon
A turizmus jelentős mértékben járul hozzá Magyarországon a gazdaság élénkítéséhez és a munkahelyteremtéshez. A KSH szatellit számla adatai szerint a turizmus gazdasághoz való közvetlen hozzájárulása a GDP 6,4%-a, a közvetett hatásokat is magába foglaló hozzájárulás pedig a GDP 10,3%-a volt. A turisztikai ágazatokban betöltött állások száma 412 ezer fő, a munkahelyek 10,0%-át a turizmus generálta közvetlenül, a közvetlen és közvetett hatásokat összesítve pedig a nemzetgazdasági foglalkoztatottság 13,0%-át adja a turizmus.
| kereskedelmi szálláshelyeken eltöltött vendégéjszakák száma | 2000       | 2001       | 2002       | 2003       | 2004       | 2005       | 2006       | 2007       | 2008       | 2009       |            |
| ----------------------------------------------------------- | ---------- | ---------- | ---------- | ---------- | ---------- | ---------- | ---------- | ---------- | ---------- | ---------- | ---------- |
| magyar vendégek éjszakái                                    | 7 855 494  | 7 753 878  | 8 088 966  | 8 570 776  | 8 391 374  | 8 958 459  | 9 606 135  | 9 957 726  | 9 964 883  | 9 489 598  |            |
| külföldi vendégek éjszakái                                  | 10 513 825 | 10 894 493 | 10 360 959 | 10 040 338 | 10 508 109 | 10 778 899 | 10 045 891 | 10 170 808 | 10 009 531 | 9 220 148  |            |
| összes vendégéjszakák száma                                 | 18 369 319 | 18 648 371 | 18 449 925 | 18 611 114 | 18 899 483 | 19 737 358 | 19 652 026 | 20 128 534 | 19 974 414 | 18 709 746 |            |
| kereskedelmi szálláshelyeken eltöltött vendégéjszakák száma | 2010       | 2011       | 2012       | 2013       | 2014       | 2015       | 2016       | 2017       | 2018       | 2019       | 2020       |
| magyar vendégek éjszakái                                    | 9 940 710  | 10 204 743 | 10 413 017 | 10 985 589 | 12 082 346 | 12 925 498 | 13 827 408 | 14 826 989 | 15 670 812 | 15 785 283 | 9 916 092  |
| külföldi vendégek éjszakái                                  | 9 613 728  | 10 410 774 | 11 392 183 | 11 982 883 | 12 351 330 | 12 962 395 | 13 802 045 | 14 941 781 | 15 340 449 | 15 752 573 | 3 773 567  |
| összes vendégéjszakák száma                                 | 19 554 438 | 20 615 517 | 21 805 200 | 22 968 472 | 24 433 676 | 25 887 893 | 27 629 453 | 29 768 770 | 31 011 261 | 31 537 856 | 13 689 659 |

A turizmushoz köthető ágazatok GDP-hez való közvetlen hozzájárulása a 2004. évi 4,6-ről 2017-re elérte a 6,5%-ot.
| Turizmus részesdése a GDP-ből | 2004 | 2005 | 2006 | 2007 | 2008 | 2009 | 2010 | 2011 | 2012 | 2013 | 2014 | 2015 | 2016 | 2017 | 2018 | 2019 |
| ----------------------------- | ---- | ---- | ---- | ---- | ---- | ---- | ---- | ---- | ---- | ---- | ---- | ---- | ---- | ---- | ---- | ---- |
|                               | 4,6% | 4,9% | 5,0% | 5,5% | 5,4% | 5,7% | 5,4% | 5,5% | 5,5% | 5,6% | 5,8% | 6,1% | 6,3% | 6,5% | 6,9% | 6,8% |

## Nyugdíjpénztárak
Az alábbi táblázat az önkéntes nyugdíjpénztárakban kezelt vagyon értékét (az adatok milliárd forintban értendők) és taglétszámuk változását mutatja be a kétezres évek elejétől napjainkig:
| Év   | Taglétszám | Kezelt vagyon (mrd Ft) |
| ---- | ---------- | ---------------------- |
| 2002 | 1 150 000  | 380                    |
| 2003 | 1 200 000  | 405                    |
| 2004 | 1 250 000  | 560                    |
| 2005 | 1 300 000  | 620                    |
| 2006 | 1 370 000  | 720                    |
| 2007 | 1 375 000  | 790                    |
| 2008 | 1 370 000  | 720                    |
| 2009 | 1 300 000  | 800                    |
| 2010 | 1 275 000  | 850                    |
| 2011 | 1 225 000  | 825                    |
| 2012 | 1 210 000  | 910                    |
| 2013 | 1 190 000  | 995                    |
| 2014 | 1 170 000  |                        |
| 2015 | 1 150 000  |                        |
| 2016 | 1 139 000  |                        |
| 2017 | 1 138 000  |                        |
| 2018 | 1 135 000  |                        |
| 2019 | 1 112 000  |                        |

2014 első három negyedévében mintegy 1,6 milliárd euró értékű tőke áramlott ki az országból.

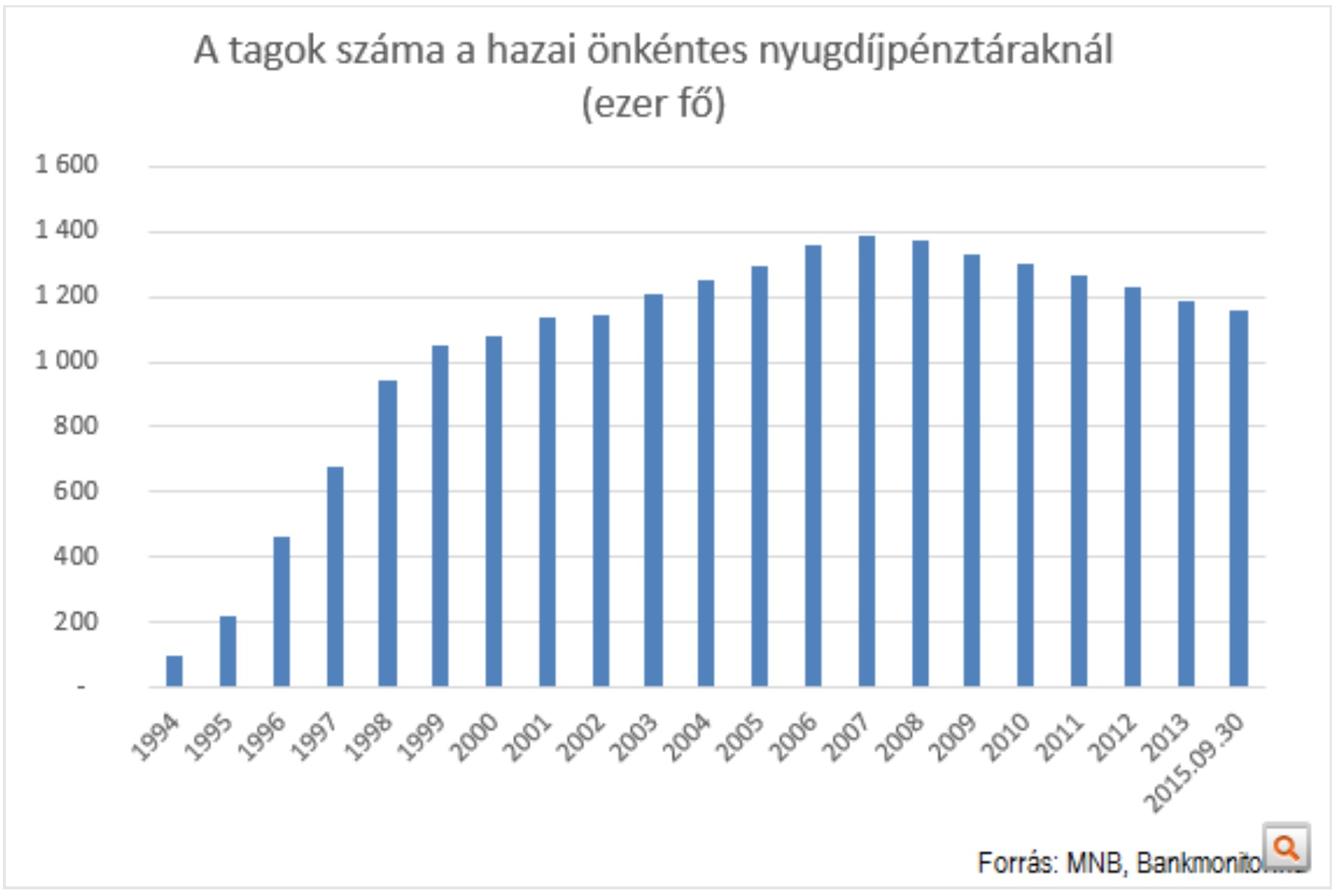
Önkéntes nyugdíjpénztár-taglétszám, forrás: Index

## Vállalkozások
2014 szeptemberében a Magyarországon működő társas vállalkozások száma 644 812 darab volt. 2008 szeptembere óta (2008-as gazdasági világválság) kezdete óta 182 942 darab cég hagyott fel tevékenységével, miközben 286 249 új cég jött létre ezen időszak alatt.

## Energiagazdasága

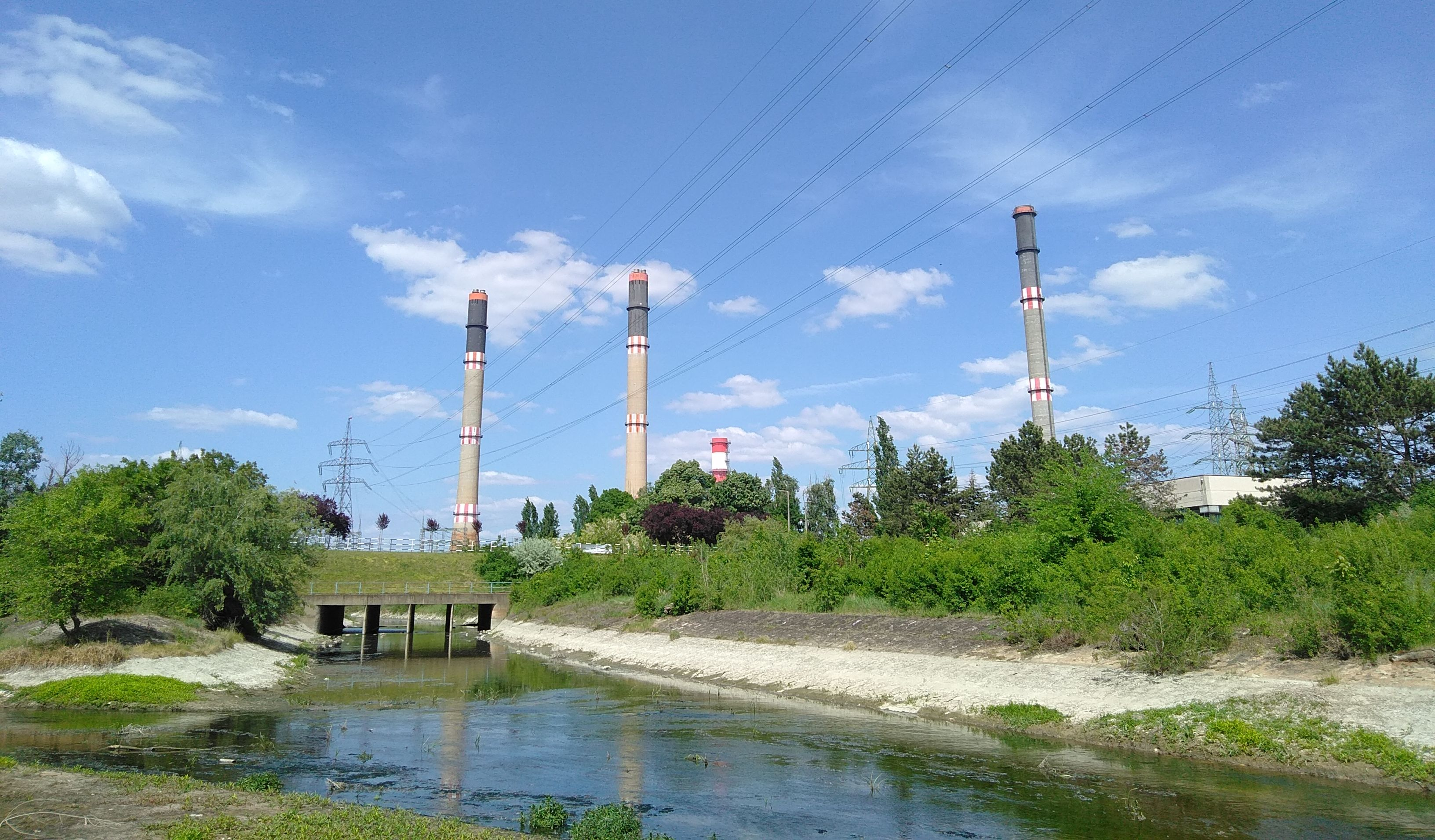
A Dunamenti Erőmű kéményei Százhalombattán

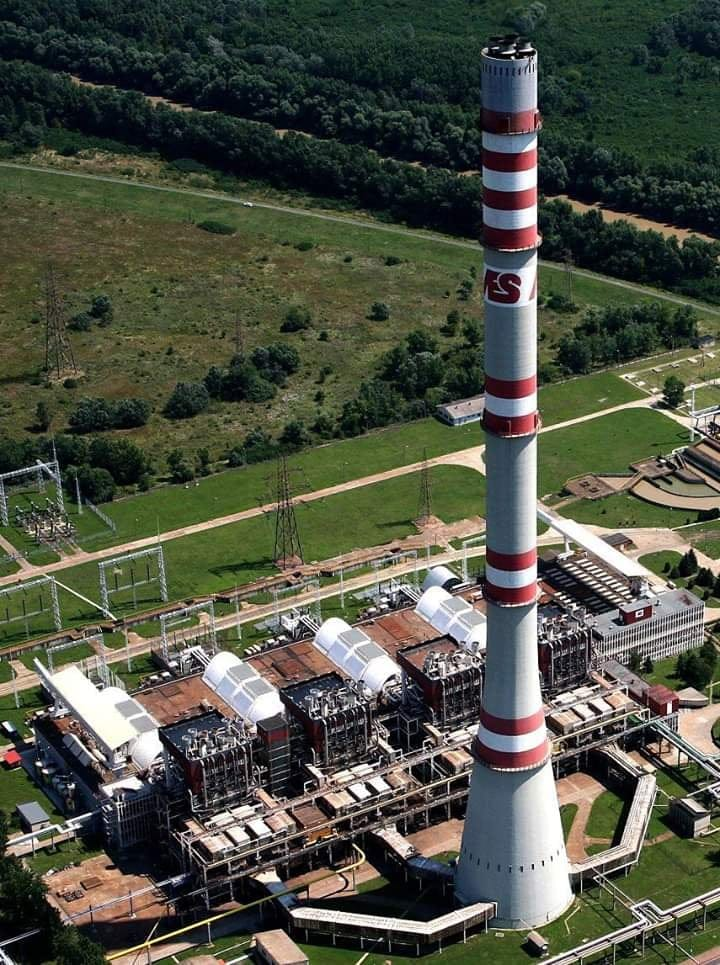
A 860 MW teljesítményű Tiszaújvárosi AES Tisza II. hőerőmű

A gazdaság minden ága energiát fogyaszt, így működésének alapvető feltétele a biztonságos energiaellátás. Ezt szolgálja az energiagazdaság, amely az energiahordozók országos elosztását, kitermelését és energiaforrásokká alakítását foglalja magában. Az ország fosszilis tüzelőanyagokban viszonylag szegény. A rendszerváltás óta minimálisra csökkent a gazdaságosan kitermelhető kőszén bányászata. A magyar energiahordozók kitermelésében fűtőérték tekintetében a szénhidrogének vezetnek.
A Zalai-dombságban, Algyőn és Vecsésen találtak eddig érdemi mennyiségű kőolajat, földgázt pedig leginkább az Alföldön. Algyő térsége rendelkezett eddig a legnagyobb hozammal. Az 1980-as években a hazai feldolgozott mennyiség harmadát biztosította. 1964-ben helyezték üzembe a Barátság kőolajvezeték Szlovákián, majd 1972-ben a mai Ukrajnán keresztül vezetett ágát. Az uráli kőolaj alternatívájaként 1978-ra elkészült Adria-kőolajvezetéken 1980-ban érkezett az első szállítmány.
A földgáz évtizedeken keresztül az 1975-ben beindított Testvériség gázvezetéken keresztül érkezett. Helyette a 2020-ra kiépített Török Áramlat nevű gázvezeték 2021-ben megnyitott szerbiai ágáról érkezik hazánkba az orosz eredetű földgáz.
Az 1973-as és 1979-es olajválságot követően, 1982-1987 között helyezték üzembe a Paksi Atomerőmű négy blokkját, amely azóta a hazai villamosenergia felhasználás közel felét biztosítja. (Hozzá az uránt kezdetben a mecseki bányákból, a kimerülésük után már orosz importból szerzik be.) Az atomerőmű beindítása előtt a fűtőolaj- és földgáztüzelésű százhalombattai Dunamenti Erőmű és tiszaújvárosi Tisza II. Erőmű, továbbá a lignitet elégető visontai Mátrai Erőmű voltak a legnagyobb teljesítményű hazai erőművek.
A megújuló energiaforrások közül a napenergia részesedésének aránya a 2010-es évek elejétől folyamatosan növekszik.
A 2013-ban a közbeszédbe "rezsicsökkentés" néven bevezetett hívószó, az energia- és közműszolgáltatók szektorában a lakossági végfogyasztói oldalon a szabad áras díjszabás helyett a hatósági árakra történő áttérést jelentette. Az intézkedést a szénhidrogén alapú energiahordozók nagyjából 2018-ig tartó rendkívül alacsony világpiaci ára segítette. (2022-ben a kisfogyasztókra szűkítették.)

## Infrastruktúra
Magyarország közlekedés-földrajzi helyzete fekvése miatt kedvező. Ez azt eredményezi, hogy közlekedési hálózatának tranzitforgalmat is biztosítania kell, ami komoly terhelést jelent. Az gyorsforgalmi közúthálózat fejlesztése előnyben részesül az elavult, ugyanakkor sűrű vasúthálózathoz képest.

## A külföldre vándorlás aránya Magyarországon
Hazánk 2004-es Európai Uniós csatlakozása óta és különösen a 2011-es munkaerőpiaci nyitást követően több mint 600 ezer magyar (legtöbben a magasan képzett, pályakezdő fiatal felnőttek korosztályából) hagyta el az országot és telepedett le gazdasági bevándorlóként valamelyik nyugat-európai országban. A magyar munkaképes lakosság (a 20–64 éves korcsoport) 5,2 százaléka, 339,3 ezer ember dolgozott egy másik uniós tagállamban 2017-ben az Eurostat legfrissebb adatai szerint. Az is látszik az adatokból, hogy az elmúlt tíz évben indult meg igazán a magyarok kivándorlása, 2007-ben még csak a magyarok 1,5, 2012-ben pedig 2,4 százaléka dolgozott külföldön.
A magyar arány egy kicsivel az EU-s átlag felett van, ugyanis az egész uniós lakosság közel 4 százaléka dolgozik a szülőhazájától távol. Az abszolút csúcstartó Románia, ahol a lakosság majdnem 20 százaléka valahol máshol dolgozik, majd Litvánia és Horvátország következik 15 és 14 százalékkal. A legkevésbé a németek vándorolnak ki, a német lakosságnak már 10 éve is alig 1 százaléka ment külföldre dolgozni, ez pedig nem változott. A nem EU-tagországok közül Bosznia Hercegovinában a legmagasabb a kivándorlás aránya 43,3%, a második Albánia 38,8% a harmadik Macedónia 24,8%.
A 2003-as csatlakozási szerződés értelmében a régi és az új tagállamok egyaránt lehetőséget kaptak arra, hogy egyes, számukra érzékeny területeken, néhány évig felmentést kapjanak az uniós jogszabályok alkalmazása alól. A régi tagállamok által kért legfontosabb mentesség a munkaerőpiac megnyitására vonatkozott: legfeljebb hét évig a Tizenötök korlátozhatták az új tagországok állampolgárainak munkavállalását.
Az Egyesült Királyság, Írország és Svédország nem élt a lehetőséggel, és már a csatlakozás pillanatától kezdve alkalmazta a szabad munkavállalást biztosító uniós jogot. A korlátozások országonként fokozatosan szűntek meg: 2006-ban Görögország, Spanyolország, Portugália, Finnország és Olaszország, 2007-ben Hollandia és Luxemburg, 2008-ban Franciaország, 2009-ben pedig Belgium és Dánia búcsúzott el a munkavállalási engedélyek megkövetelésétől. Ausztria és Németország azonban 2011. április 30-ig fenntartotta a korlátozásokat. A 339 ezer külföldön dolgozó magyar közül legalább 100 ezren dolgoznak Németországban.
| ország             | 2007 | 2012 | 2017 |
| ------------------ | ---- | ---- | ---- |
| Ausztria           | 3,5  | 3,0  | 3,1  |
| Belgium            | 2,5  | 2,4  | 2,7  |
| Bulgária           | 4,5  | 7,1  | 12,5 |
| Ciprus             | 7,1  | 6,7  | 3,9  |
| Csehország         | 1,5  | 1,4  | 1,8  |
| Dánia              | 2,1  | 2,0  | 1,8  |
| Egyesült Királyság | 1,2  | 1,3  | 1,1  |
| Észtország         | 2,9  | 4,1  | 6,8  |
| Finnország         | 2,8  | 2,1  | 1,8  |
| Franciaország      | 1,1  | 1,2  | 1,3  |
| Görögország        | 4,7  | 4,7  | 6,0  |
| Hollandia          | 2,7  | 2,8  | 3,2  |
| Horvátország       | 12,2 | 10,2 | 14,0 |
| Írország           | 9,5  | 9,3  | 8,8  |
| Izland             | 8,8  | 7,7  | 8,0  |
| Lengyelország      | 3,9  | 5,4  | 7,8  |
| Lettország         | 2,9  | 7,8  | 12,9 |
| Litvánia           | 5,4  | 10,4 | 15,0 |
| Luxemburg          | 4,8  | 7,4  | 8,1  |
| Magyarország       | 1,5  | 2,4  | 5,2  |
| Málta              | -    | 3,6  | 3,6  |
| Németország        | 0,9  | 1,0  | 1,0  |
| Norvégia           | 2,0  | 1,8  | 1,8  |
| Olaszország        | 2,4  | 2,4  | 3,1  |
| Portugália         | 11,0 | 11,4 | 13,9 |
| Románia            | 7,4  | 13,6 | 19,7 |
| Szlovákia          | 3,6  | 4,3  | 6,0  |
| Szlovénia          | 2,4  | 2,1  | 3,0  |
| Spanyolország      | 0,9  | 1,0  | 1,6  |
| Svájc              | 1,5  | 1,8  | 2,0  |
| Svédország         | 1,3  | 1,3  | 1,3  |

## A Medgyessy-kormány gazdaságpolitikája 2002-2004
1.) Az MSZP-SZDSZ koalíció a "jóléti rendszerváltás" programjával nyerte meg a választást 2002-ben. Az előző kormány a 2002-es költségvetési évet 3-3,2%-os hiánnyal tervezte. A Medgyessy-kormány 2002. szeptember 1-től 50%-os béremelést hajtott végre 600 ezer közalkalmazott esetén, a minimálbért adómentessé tette, egyszeri 19.000 Ft-ot kaptak a nyugdíjasok, 20%-kal megemelték a családi pótlékot, 13. havi családi pótlékot vezettek be, megkezdődött a 13. havi nyugdíj bevezetése 3 millió nyugdíjas számára, első évben még csak mint 53. heti nyugdíj. Az intézkedések 150 milliárd Ft-al növelték a hiányt. Ezen felül 2002 év végén karácsony előtt elfogadott költségvetési törvény módosításával december 29-i hatállyal kerültek be nagy, egyszeri tételek, mint autópálya-építkezések, a Magyar Fejlesztési Bank veszteségei, a közlekedési vállalatok adósságai, a sportberuházások, a háború idején deportáltak kárpótlása, vagy önkormányzati gázközmű kompenzációs csomag. A hiány az addig elfogadott 565,5-ről 1249,3 milliárd forintra ugrott és 9,4% lett a tervezett 3-3,2% helyett.
2.) A 2002-es választási kampányban Medgyessy Péter megígérte, hogy az előző kormány által kidolgozott otthonteremtési rendszer nem szigorodik, hanem bővül. Az otthonteremtési lakástámogatás az új lakást vásárlók számára fix 6%-os kamattámogatott hitelt jelentett, miközben a piaci hitelek 15-20% között mozogtak. Az állam a bankok számára 10%-ot megtérített a piaci kamatok és a támogatott hitelek közötti különbségből. A kormány azonban 2003. május 21-én a maximális 30 millió forintot 15 millió forintra korlátozta. A szigorítás bevezetése előtt több kormánypárti politikus még felvette a maximális 30 millió forintot. A jegybank a kormány nyomására 2003. június 4-én 2,26%-os sáveltolást jelentett be, amelynek hatására a forint gyengülésére játszó spekuláció indult. A jegybank, hogy megakadályozza a forint gyengülését 2003. november 28-án 3%-kal 12,5%-ra emelte a jegybanki alapkamatot. December 3-án a 3 hónapos BUBOR 14,93%-ra emelkedett. A kormány 2 héttel később megemelte a támogatott hitelek kamatait, mivel a piaci kamatok jelentősen megemelkedtek az alapkamat emelés hatására. Kormánypárti politikusok ezután arról beszéltek, hogy a lakáshitel-felvevők most fizetik meg a "Járai-járulékot" megfeledkezve arról, hogy a jegybank kötelessége a forint +-15% sávon belül tartása és, hogy a sáveltolást a kormány erőltette. 2004-re a devizahitelek 400 milliárd forintra, az előző évi összeg négyszeresére ugrottak. 2010-re elérték a 6000 milliárd forintot, miközben a forint hitelek a 2004 körüli értéken stagnáltak. Később több internetes oldalon is kezdtek terjedni a "Cserélje le hitelét" című írások, amelyben a támogatott lakáshitelek devizahitelre cserélése mellett érveltek.
 Forrás :
3.) 2004. május 1-én Magyarország csatlakozott az Európai Unióhoz. A határok megnyíltak a vámokat eltörölték. Az első Orbán-kormány még 2001-ben 2007. január 1-es euró bevezetést tűzött ki célnak. A Medgyessy-kormány alatt azonban a magas éves költségvetési hiányok miatt az adósság újra növekedésnek indult, az infláció emelkedett, ezért a céldátum 2008-ra tolódott, a konvergenciakritériumok pedig egyre távolodtak. A csatlakozás után két hónappal 2004. július 5-én túlzottdeficit eljárás indult az ország ellen, amelyet csak 9 évvel később függesztettek fel. 2003. július 15-én 7 év sorozatos pozitív felminősítés után a Fitch stabilról negatívra minősítette az államadósság kilátást.
4.) Az előző ciklusban mindössze 20 km újonnan épült autópálya került átadásra. A választási kampányban óriási hangsúly helyeződött a megépítendő autópályák hosszára. A Fidesz a 2002-es választási programjában 600 km autópálya megépítése szerepelt. Az MSZP választási ígérete 800 km volt. A 2003 márciusában megalkotott sztrádatörvényben már csak 420 km megépítését igérték 2006-ig és 803 km előkészítését. Az autópályaépítés azonban nagy lemaradásban volt és több botrány kisérte. Az M6-os autópályát először meghívásos pályázat útján jelölték ki, majd később a tiltakozások hatására közbeszerzési eljárást írtak ki, így viszont az ár 18 milliárd forinttal drágább lett. Később a Gazdasági Versenyhival 7 milliárd forintra büntette a cégeket kartellezésért. Medgyessy Péter 2004. augusztus 18-án bejelentette, hogy leváltja az SZDSZ által delegált Csillag István gazdasági minisztert. Az SZDSZ viszont ragaszkodott Csillag Istvánhoz és tárgyalások kezdődtek az MSZP-vel Medgyessy lehetséges utódjáról. Másnap a miniszterelnök lemondott.

## Amásodik Orbán-kormánygazdaságpolitikája 2010-2014
A 2008 őszén kirobbant gazdasági világválság súlyosan érintette Magyarországot is. A Gyurcsány-kormánynak csak az IMF és az Európai Unió azonnali támogatásával és más sürgős intézkedésekkel sikerült elkerülnie az államcsődöt. A gazdasági stabilizáció fontos részét alkották a lakossági megszorítások, például lakossági gázár emelése, az áfaemelés (20%-ról 25%-ra), a nagy, kedvezményes kölcsönöket nyújtó IMF ajánlásainak megfelelően. 2010-ben megalakult második Orbán-kormány célja viszont az lett, hogy megszabaduljon az IMF „gyámkodásától”, ezért elsősorban a bankok és nemzetközi nagyvállalatok számára rótt ki különadókat. Bevezették a családi adózást, ami elsősorban a nagy jövedelmű családoknak jelentett komoly támogatást, hogy ezt enyhítsék, 2014-től bevezették a családi járulékkedvezményt, ezzel megfelezték az igénybevételhez szükséges bruttó jövedelmet. Ugyanakkor a 2011-ben végrehajtott változtatás a személyi jövedelemadó rendszerében (egykulcsos adórendszer) szintén a magasabb jövedelmi hányadba tartozó munkavállalók számára volt a leginkább kedvező hatással.
A kormány fontosabb intézkedései:
1.) A kormány jelentősen átalakította közfoglalkoztatás rendszerét. 2011 előtt a közfoglalkoztatás alapvetően három formában (közhasznú munka, központi közmunkaprogramban való részvétel és közcélú munka) működött Magyarországon. 2011. szeptember elsejétől a korábbi három közfoglalkoztatási formát az egységes közfoglalkoztatás rendszere váltotta fel. A cél a munkanélküliség drasztikus csökkentése, segély helyett munkalehetőséget biztosítani, a megélhetési bűnözés megszüntetése, a fekete munka visszaszorítása. 2013-tól a programban résztvevők számát 100 ezerről 140 ezerre, 2014-ben pedig 200 ezerre emelték. 2014-ben a munkanélküliség 2,5%-kal 7,7%-ra csökkent. A közmunkaprogramban fizetett bér 47 ezer forint, amely elmarad a minimálbértől, viszont 80%-kal több mint a rendszeres szociális segély, ami 26 ezer forint volt.
2.) 2011-ben a magánnyugdípénztárak államosítása havi 30 milliárd forinttal javította költségvetést. A teljes nyugdíjvagyon 2945,3 milliárd Ft volt, amely a Nyugdíjreform és Adósságcsökkentő Alapba került. A nyugdíjvagyonban 1366 milliárd Ft értékű állampapír 2011. júniusában azonnal jóváírásra került csökkentve ezzel az államadósságot. Az alap megszűnéséig 2015.01.31-ig. 2017 milliárd forintot fordítottak közvetlen államadósságcsökkentésre, 459 milliárd forint a költségvetési befizetésekre, stratégiailag fontos cégek értékpapírjainak átadására az államnak 264 milliárd, valamint reálhozam és tagi hozzájárulás kifizetésre 231 milliárd forintot fordítottak. A kamatmegtakarítás 2011 és 2013 között 284 milliárd forint volt. A strasbourgi Emberi Jogok Európai Bírósága elutasította a magánnyugdíjpénztárak ügyében tett panaszt. Ugyanakkor ezen intézkedés kiiktatta az emberek számára nyugdíjrendszer által korábban biztosított úgy nevezett harmadik pillért, és nyugdíjcélú megtakarításaik jelentős csökkenéséhez vezetett.
Eredetileg Magyarország kilenc másik EU-országgal együtt kezdeményezte a magánnyugdíjpénztári befizetéseket vegye figyelembe az EU a 3%-os államháztartási hiánycél számításánál. Amennyiben Magyarország elszámolhatta volna a magánnyugdíjpánztárakba átutalt 370 milliárd forintot 2010-ben, az 1,4 százalékkal 2,4%-ra csökkentette volna a 3,8%-os hiánycélt, bőven az előírt 3%-os határ alá. Magyarország ellen 2004 óta folyt túlzottdeficit-eljárás. A kezdeményezést az EU elutasította, a kormány két hónappal később pedig eldöntötte a magánnyugdíjpénztári pillér megszüntetését. A túlzottdeficit-eljárást csak 2013-ban vonták vissza.

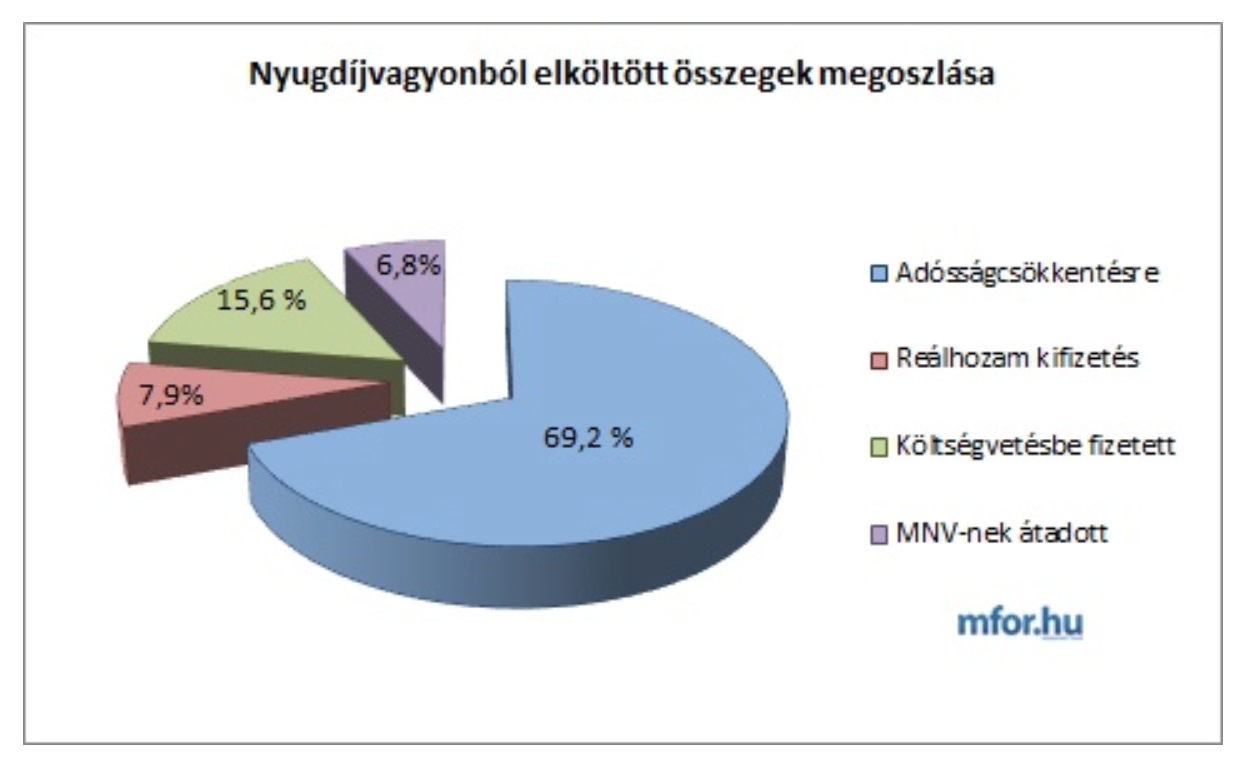
A nyugdíjpénztárak vagyonának felhasználása

3.) Az önkormányzatok adósságkonszolidációja 2010 és 2014 között. A teljes átvállalás költsége 1344,4 milliárd forint lett. A hiteleket később a kormány előtörlesztette az önkormányzatok pedig megszabadultak a devizahitelektől.

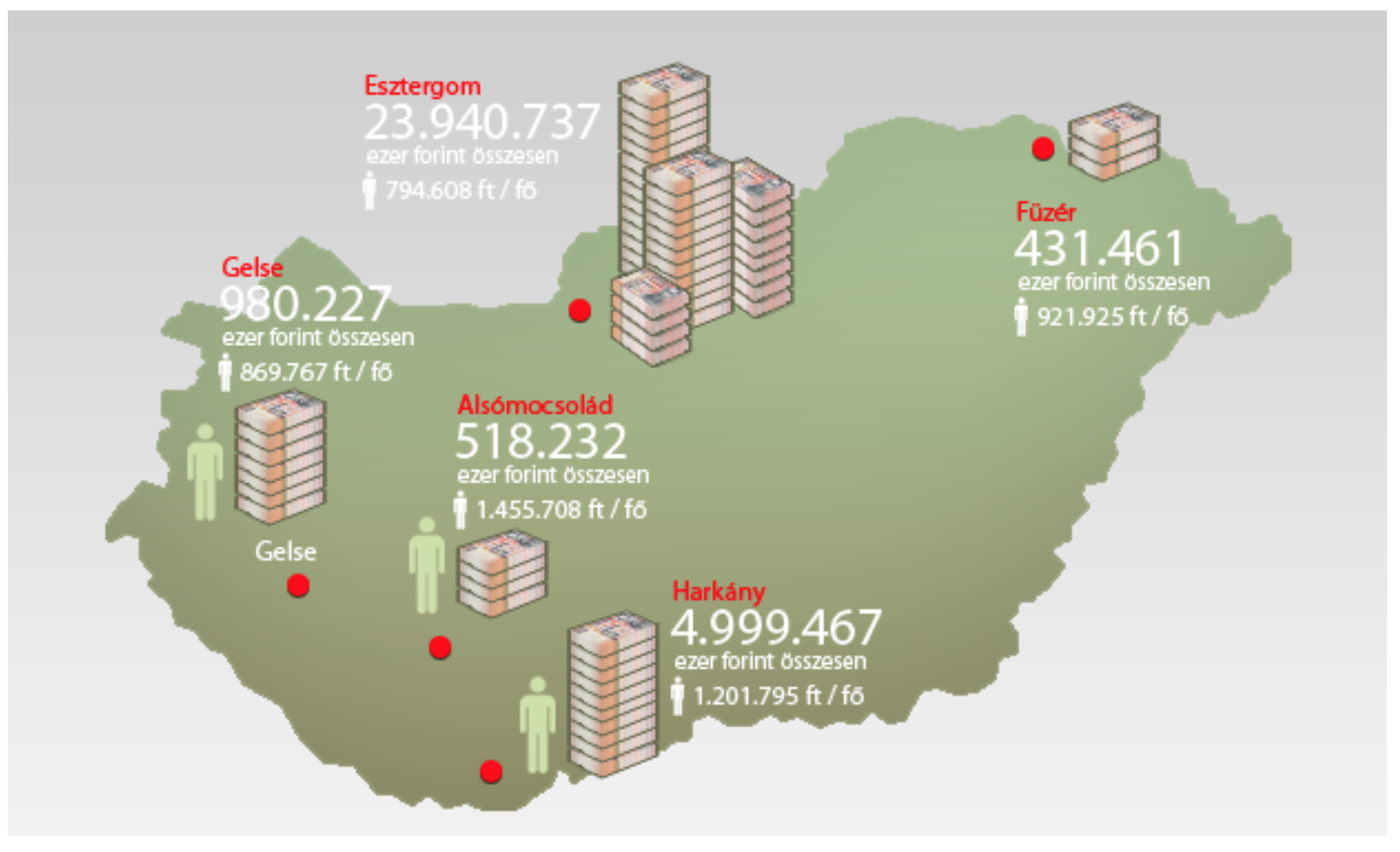

4.) A családi adókedvezmény már az 1990-es évek elején létezett az Antall-kormány idején. 1995-ben a Horn-kormány a Bokros-csomagban eltörölte. 1999-ben az első Orbán-kormány újra bevezette, 2001-től az egy gyermekesek már havi 3000, a két gyermekesek havi 4000 és a 3 gyermekesek havi 10 ezer adókedvezményt kaptak gyermekenként. 2006. január 1-től az első Gyurcsány-kormány az egy és kétgyermekesek kedvezményét újból eltörölte, a háromgyerekesek adókedvezményét havi 4000 forintra csökkentette és 500 ezer forint havi bruttó fizetés felett ez is fokozatosan megszűnt. 2011-től a második Orbán-kormány harmadszor is bevezette, de ezúttal az egygyermekesek 10 ezer, a kétgyermekesek 20 ezer és a háromgyermekes családok 99 ezer forint adókedvezményt kaptak havonta. 2014-től a családi adókedvezmény családi járulékkedvezménnyé alakult, ami azt jelentette, hogy nemcsak az SZJA terhére, de az egészségbiztosítási és a nyugdíjjárulék terhére is igénybe lehetett venni, ezáltal már havi 300 ezer forint bruttó jövedelem esetén a háromgyermekes családok jövedelme a teljes 99 ezer forint nettóval növekedett. 2017 áprilisában a brutto átlagjövedelem 303 ezer Ft.
5.) A devizahiteles végtörlesztés lehetősége 2011. szeptember 8-9-én a Fidesz hajdúszoboszlói frakcióülésén vetődött fel. A cél az volt, hogy akik rendelkeznek nagy összegű megtakarítással, vagy forintban hitelképesek, egy összegben tudják végtörleszteni devizahitelüket rögzített 180 Ft-os svájci frank és 250 Ft-os euró árfolyamon, így megszabaduljanak az egyre halmozódó veszteségektől, másrészt az, hogy veszteségeket megosszák és ne csak a hitelfelvevők, hanem részben a bankok is viseljék, harmadrészt a devizakitettség csökkentése volt a cél. Eredetileg úgy számoltak, hogy az egy millió devitahiteles közül 200-300 ezer emberen tudnak segíteni a javaslattal. Az erről szóló törvény 2011. szeptember 29-én lépett életbe.
A kormány számított támadásokra, pl. a "boritékolhatóan jogellenes" lépés szerint az Európai Bíróság biztosan kártérítésre fogja itélni a magyar államot, azonban ez nem következett be. A Bankszövetség is támadta az intézkedést, hogy az alkotmányellenes, és ellentétes az Európai Unió jogrendszerével. Simor András jegybankelnök szerint a devizahiteleseket "nem kellene megmenteni, mert nincs ingyen ebéd" Az MNB elnöke "jelentős bizonytalansági forrásnak" nevezte a kormány múlt havi döntését a devizahitelek előrehozott végtörlesztéséről. Simor András szerint a végtörlesztés gyakorlatilag részleges adósságelengedés. Az osztrák külügyminiszter szerint "magánjogi szerződésekbe való beavatkozás összeegyeztethetetlen az európai jogrenddel". Nyolc európai nagybank levelet írt az Európai Bizottságnak, azt kérve, hogy a testület támogassa őket a magyar kormánnyal szemben, a végtörlesztésről folytatott vitájukban amiben az állt, hogy a piacinál sokkal alacsonyabb áron lehetővé tett végtörlesztés a bankok jogainak "otromba megsértése".
A végtörlesztés lehetősége 2012. február végén zárult le. Ezek alapján 169 256 darab devizahitel szerződést végtörlesztettek 1354,4 milliárd forint értékben, az árfolyamváltozás hatását kiszűrve a végtörlesztés így 23,3%-kal csökkentette a hazai deviza jelzáloghitel állományt. A bankok közvetlen végtörlesztési vesztesége 370,2 milliárd forint volt, ami a bankadóból való leírhatóság miatt 260 milliárd forintra csökkent. A megvalósult végtörlesztések mintegy harmadát forint hitelekből finanszírozták. A végtörlesztett hitelek 96,5%-a frank-, 2,3%-a pedig jenalapú volt, az euróhitelek azonban csak 1,2%-os arányt képviseltek. Az euró 2011. szeptember 7. és 2012. január 5 között 275-ről 324-ig gyengült, később visszaerősödött 280-ig. 2013-ban a Gazdasági Versenyhivatal 9,5 milliárdos bírságot szabot 11 bankra kartellezésért, amellyel a bankok a végtörlesztést akadályozták.
6.) 2014. január 1-től bevezetésre kerültek az online pénztárgépek. Az állam 50 ezer Ft-al támogatta a pénztárgépek beszerzését a kereskedők számára. Az ÁFA bevételek 106 milliárd Ft-al növekedtek 2014 első félévében, az előző évek stagnálása után. Az élelmiszer- és ruhaboltosok és a használt cikkek kereskedői például 33 milliárd forinttal, 26 százalékkal több áfát fizettek. A kiskereskedelmi forgalom 2014 óta minden évben 5%-kal növekedett és a gazdaságban jelentős fehéredés ment végbe. Összesen 217 ezer pénztárgépet kötöttek be a NAV-hoz.
| kiskereskedelmi forgalom növekedése | 2002   | 2003   | 2004   | 2005   | 2006   | 2007   | 2008   | 2009   | 2010  |
| ----------------------------------- | ------ | ------ | ------ | ------ | ------ | ------ | ------ | ------ | ----- |
| előző év=100%                       | 108,5% | 107,7% | 106,2% | 104,2% | 104,9% | 98,0%  | 98,3%  | 94,6%  | 97,8% |
| kiskereskedelmi forgalom növekedése | 2011   | 2012   | 2013   | 2014   | 2015   | 2016   | 2017   | 2018   |       |
| előző év=100%                       | 100,1% | 98,0%  | 102,0% | 105,1% | 105,6% | 104,5% | 105,3% | 106,2% |       |

## Aharmadik Orbán-kormánygazdaságpolitikája, 2014-2018
A kormány fontosabb intézkedései :
1.) Devizahitelek forintosítása 2014. november 9-i árfolyamon (CHF: 256,47, EUR: 308,97, JPY: 2,163 ) történt meg. A svájci jegybank 2015. január 15-én megszüntette az önkéntesen vállalt 1,2 EUR/CHF árfolyamküszöböt, amely a törlesztőrészletek ugrásszerű növekedését hozta magával azon országokban, ahol nem váltották át a nemzeti valutára a devizahiteleket. A bejelentést követően a frank árfolyama 310 forintra emelkedett. Később a frank árfolyama gyengült, de azóta sem csökkent 256 Ft alá.
2.) Az országgyűlés törvényt alkotott bankok által tisztességtelenül felszámolt árfolyamrés és egyoldalú kamatemelések visszafizetéséről. A devizahiteles elszámolást követően hitelfelvevők részére átlagosan 393 ezer forint a tisztességtelenül felszámított összeget térítettek vissza az intézmények: a jelzáloghitelek esetében átlagosan 718 ezer forint, a nem jelzáloghitelek esetében 201 ezer forint volt a tisztességtelenül felszámított összeg, amely összesen 734 milliárd forintot tett ki. A svájci frank alapú lakáshitelek átlagos, havi törlesztőrészlete 26 100 forinttal, 25%-kal csökkent, míg az átlagos tőketartozás 8 millió forintról 6,5 millió forintra esett vissza. A gyűjtőszámlahitel szerződések száma 92%-kal, nagyjából 13 ezer darabra csökkent, míg a gyűjtőszámlahiteleken a nyilvántartott tartozás körülbelül 29 milliárd forinttal (90%-kal) csökkent.
A forintosítás megóvta a devizahiteleseket az árfolyamelkedéstől, a tisztességtelenül felszámított összegek visszatérítése csökkentette a tőketartozást, és volt egy harmadik pozitív hatás is, hogy a forintosítást követően az új hitelszerződéseknek kötelezően követniük kellett a BUBOR-t, ami a jegybanki alapkamat fokozatos csökkentésével 3 hónapos gyakorisággal folyamatosan csökkentette a havi törlesztőrészletet is.
Forrás :Portfolió
3.) 2015. január 1-től indult az EKÁER az Elektronikus Közútiáruforgalom-ellenőrző Rendszer. 2017-re a zöldség-gyümölcs ágazatban a 40%-os feketekereskedelem a felére csökkent. Korábban az UHT tejek 85%-ra külföldről származott, ez az EKÁER hatására az ellenkezőjére fordult.
4.) 2015. július 1-től bevezetésre került a Családok Otthonteremtési Kedvezménye a CSOK. Korábban a Bajnai-kormány által megszüntetett, majd az Orbán-kormány által 2012-ben újraélesztett szocpolt három év alatt mindössze 1638 család igényelte igényelte. A szocpol nem váltotta be a hozzá fűzött reményeket, emiatt dolgozta ki a kormány az új családtámogatási rendszert, amely a tervek szerint ösztönzi a születendő gyermekek számát, az új lakások építését és ezzel együtt növeli a GDP-t is. 2015-ben a CSOK 500 ezertől 3,25 millió forintig terjedő támogatást jelentett a gyermekek számától, a lakás nagyságától és az ingatlan energiahatékonyságától függően. 2016. január 1-től a támogatás összege 10 millió forint vissza nem térítendő és 10 millió forint kedvezményes kamatozású hitelre növekedett. 2017. májusáig az otthonteremtési program elindulása óta már 42 ezer család nyújtott be támogatási kérelmet, az igénylések összértéke pedig meghaladta a 108 milliárd forintot.
5.) 2017-től Magyarországon drasztikusan, 9%-ra csökken a társasági adó kulcsa. Előzőleg 500 millió forintig 10%, efeletti részre pedig 19% volt a kulcs. Az új adókulccsal az adóparadicsomnak számító Írországot és Ciprust is lekörözzük, mindkét államban ugyanis jelenleg 12,5 százalékos a felső adókulcs. A Societé Generale szerint Magyarország az utóbbi években egy biztonságos menedék lett, a növekedés, a fizetési mérleg jelentős többlete, az alacsony költségvetési hiány és a csökkenő külső sérülékenység megerősítést nyert a felminősítésekkel.
Forrás: Portfolio
6.) A családi adókedvezmény mértéke 2011-től az egy és két gyerekesek számára is 10 ezer Ft gyermekenként. 2016-tól kezdve, hogy javítsák a két gyermekesek helyzetét a korábbi lineáris adókedvezmény helyett progresszív adókedvezmény lép életbe. Vagyis a két gyermek után már a gyermekenkénti összeg is emelkedik, ahogy a 3 gyerekeseknek már korábban is. A kétgyerekesek adókedvezményének mértéke 2016. január 1-től 25 ezer, 2017. január 1-től 30 ezer Ft, 2018. január 1-től 35 ezer Ft, 2019. január 1-től 40 ezer Ft-ra növekszik.
7.) 2016 novemberében a kormány két év alatt megvalósítandó 40%-os garantált bérminimumemelést jelentett be. Ez messze a szakszervezetek által követelt 10% felett volt. A megállapodás szerint a munkaadók kárpótlásképpen 4% + 2% + 2% munkaadói járulékcsökkentést kapnak a következő három évben, amennyiben a béremelkedés a 6%-ot meghaladja. 2017 első negyedévben az átlagbér emelkedése több volt mint 10%. A költségvetés egyenlege 2017 első negyedévben a rendszerváltás óta először 2% többletet ért el a növekvő SZJA-bevételeknek köszönhetően.
8.) 2017. január elsejétől tíz új tevékenységi körben kötelező online pénztárgépet használni. A pénztérgép megvásárlásához 50 ezer forintos állami támogatás jár a gépjármű-javítási, karbantartási tevékenységet; a gépjárműalkatrész-kiskereskedelmet; a motorkerékpár, alkatrész kereskedelmét, javítását; a plasztikai sebészeti tevékenységet; a diszkó, táncterem működtetését; a textil, szőrme mosását, tisztítását, vegytisztítását, vasalását végzőknek, illetve a masszőröknek, fogyasztó- és karcsúsítószalonoknak, fitnesz-, testépítő kluboknak, valamint a taxisoknak és a pénzváltóknak. Az online kasszák 2014-es bevezetése óta Magyarországon 7,2 százalékponttal csökkent az adóelkerülés, a 2013. évi 20,9%-ról, 2015-re 13,7%-ra. A közép-kelet-európai régiós átlag viszont 25,5%, vagyis Magyarországon az adóelkerülés mértéke nagyjából feleakkora, mint ami a környező országokban.

## A magyar gazdaság nemzetközi megítélése
Magyarország a Világgazdasági Fórum versenyképességi mutatója szerint 2000-ben a 26. volt a felmérésben részt vevő 59 országból, míg 2017-ben 137 országból a 60. helyen állt. Az ország helyezése nagyrészt azon múlt, hogy a felmérésben hány ország vett részt. 2010 óta ez a szám 140 körül mozog, Magyarország pedig többnyire a 60. hely környékén található. A magyar felmérés adatait a Kopint-Tárki Konjunktúrakutató Intézet szolgáltatja a Világgazdasági Fórum részére már 2000 óta. A World Economic Forum versenyképességi indexe a Global Competitiveness Index 120 összetevőből áll, amely 30%-ban statisztikai adat és 70%-ban vállalatvezetők által kitöltött kérdőív.
Az MNB bírálja a jelentést, mivel mindössze 52 véletlenszerűen kiválasztott vállalatvezetőt kérdeznek meg a bankok fizetőképességének témájában, ami nem a szakterületük. "A felmérés szerint Namíbiában jobb az úthálózat, mint Magyarországon"
| WEF versenyképességi index | 2000     | 2001     | 2002     | 2003     | 2004     | 2005     | 2006     | 2007     | 2008     | 2009     |
| -------------------------- | -------- | -------- | -------- | -------- | -------- | -------- | -------- | -------- | -------- | -------- |
| Magyarország helyezése     | 26 / 59  | 28 / 75  | 29 / 80  | 33 / 102 | 39 / 104 | 39 / 117 | 41 / 125 | 47 / 131 | 62 / 134 | 58 / 133 |
| WEF versenyképességi index | 2010     | 2011     | 2012     | 2013     | 2014     | 2015     | 2016     | 2017     | 2018     | 2019     |
| Magyarország helyezése     | 52 / 139 | 48 / 142 | 60 / 144 | 63 / 148 | 60 / 144 | 63 / 140 | 69 / 138 | 60 / 137 | 48 / 140 | 47 / 141 |

A Világbank másfajta szempontok alapján készít versenyképességi listát. 2003 óta jelenik meg a Doing Business, amely olyan gyakorlatias számokkal dolgozik, mint például mennyi idő alatt lehet egy vállalkozásnak elektromos áramhoz jutni, mennyi időt kell az adózással tölteni, mennyi idő egy bankszámlát megnyitni, hitelt megkapni vagy építési engedélyt szerezni. Magyarország a 41. helyen áll a 190 országot tartalmazó jelentésben. A legrosszabb mutató az elektromos áramhoz való jutás 257 nap (ELMŰ), amely miatt hátrébb sorolódik az ország. Romániában ez a szám 174 nap, Szlovákiában 121 nap, Csehországban 68 nap és Ausztriában pedig 23 nap. A 2018-as jelentés szerint az elektromos áramhoz jutás még mindig 257 nap. A 2019-es jelentés szerint harmadik éve változatlanul 257 nap alatt lehet áramhoz jutni.
| Doing Business         | 2008     | 2009     | 2010     | 2011     | 2012     | 2013     | 2014     | 2015     | 2016     | 2017     | 2018     | 2019     |
| ---------------------- | -------- | -------- | -------- | -------- | -------- | -------- | -------- | -------- | -------- | -------- | -------- | -------- |
| Magyarország helyezése | 45 / 178 | 41 / 181 | 47 / 183 | 46 / 183 | 51 / 183 | 54 / 185 | 54 / 189 | 54 / 189 | 42 / 189 | 41 / 190 | 48 / 190 | 53 / 190 |

A svájci székhelyű IMD nemzetközi üzleti iskola 1989 óta készít versenyképességi jelentéseket Global Competitveness Index néven. Hazai partnere a budapesti székhelyű ICEG European Center független közgazdasági kutatóintézet. A rangsorolás 340 szempont alapján készül amelynek kétharmada statisztikai adat egyharmada vállalatvezető vagy szakértői vélemény. Magyarország 2018-ban 63 ország közül 47. lett. 2019-ben a helyezés nem változott.
| IMD                    | 1997    | 1998    | 1999    | 2000    | 2001    | 2002    | 2003    | 2004    | 2005    | 2006    | 2007    | 2008    |
| ---------------------- | ------- | ------- | ------- | ------- | ------- | ------- | ------- | ------- | ------- | ------- | ------- | ------- |
| Magyarország helyezése | 37      | 28      | 26      | 27      | 27 / 49 | 28 / 49 | 34 / 59 | 42 / 60 | 37 / 60 | 41 / 61 | 35 / 55 | 38 / 55 |
| IMD                    | 2009    | 2010    | 2011    | 2012    | 2013    | 2014    | 2015    | 2016    | 2017    | 2018    | 2019    | 2020    |
| Magyarország helyezése | 45 / 57 | 42 / 58 | 47 / 49 | 45 / 59 | 50 / 60 | 48 / 60 | 48 / 61 | 46 / 61 | 52 / 63 | 47 / 63 | 47 / 63 | 47 / 63 |

A Transparency International felmérése szerint egyre nagyobb a korrupció mértéke az országban. 1995-ben Magyarország a 28. helyen állt a felmérésben szereplő 41 ország közül. 2015-ben a 176 országot vizsgáló felmérés eredményei alapján az 50. helyen állt az ország, míg 2016-ban az 57. helyre csúszott vissza a Korrupció Érzékelési Index alapján. Az index 2016-os eredménye szerint 48 pontot ért el az ország a maximálisan lehetséges 100-ból és 2002 után ismét 50 pont alatti eredmény született. Ezen mutató alapján az Európai Unióban hazánknál csak Románia (57.), Olaszország (60.), Görögország (69.) és Bulgária (75.) számít korruptabbnak. A szervezet 2022-ben közzétett jelentése Magyarországot az Európai Unió legkorruptabb tagállamaként jelölte meg. A világ országainak összesített listáján pedig a 77. helyre csúszott.

## Nemzetközi összehasonlítások

### Az életszínvonal alakulása nemzetközi összehasonlításban
A magyar lakosság tényleges egy főre jutó fogyasztása (Actual Individual Consumption, AIC) 2017-ben az EU országai között Horvátországgal holtversenyben, csak Bulgáriát megelőzve az utolsó előtt helyen állt az Eurostat adatai szerint. A magyar egyéni fogyasztás az uniós átlag 62%-át érte el. Románia eredménye ugyanezen a skálán 63%, Szlovákiáé és Lengyelországé 76% volt. 2015 és 2017 között Magyarország két hellyel csúszott vissza ebben a rangsorban és teljesítménye 1%-kal romlott az európai átlaghoz képest.
- Európai országok listája minimálbér szerint
- Európai országok átlagfizetés alapján
- Országok listája az egy főre jutó GDP (PPP) alapján
- Korrupció

### Az államadósság változása
Az államadósság változása 2000 és 2020 között a kelet-európai országokban:
| Ország        | 2000–2009 átlag | 2010–2014 átlag | 2000  | 2005 | 2010 | 2014 | 2015 | 2016 | 2017 | 2018* | 2019* | 2020* |
| ------------- | --------------- | --------------- | ----- | ---- | ---- | ---- | ---- | ---- | ---- | ----- | ----- | ----- |
| Észtország    | 5,0             | 8,6             | 5,1   | 4,5  | 6,6  | 10,5 | 9,9  | 9,2  | 9,2  | 8,4   | 8,5   | 8,5   |
| Lettország    | 15,0            | 42,5            | 12,1  | 11,4 | 47,3 | 40,9 | 36,8 | 40,3 | 40,0 | 35,9  | 34,5  | 33,5  |
| Litvánia      | 20,1            | 38,5            | 23,5  | 17,6 | 36,2 | 40,5 | 42,6 | 40,0 | 39,4 | 34,2  | 37,0  | 36,4  |
| Szlovákia     | 38,3            | 49,1            | 49,6  | 34,1 | 41,2 | 53,5 | 52,2 | 51,8 | 50,9 | 48,9  | 47,3  | 46,0  |
| Szlovénia     | 26,4            | 57,9            | 25,9  | 26,3 | 38,4 | 80,4 | 82,6 | 78,7 | 74,1 | 70,1  | 65,9  | 61,7  |
| Bulgária      | 35,8            | 18,3            | 71,2  | 26,8 | 15,3 | 27,1 | 26,2 | 29,6 | 25,6 | 22,6  | 20,5  | 18,4  |
| Horvátország  | 39,1            | 71,0            | 35,5  | 41,2 | 57,3 | 84,0 | 83,7 | 80,5 | 77,8 | 74,6  | 70,9  | 67,6  |
| Lengyelország | 44,0            | 53,4            | 36,5  | 46,4 | 53,1 | 50,4 | 51,3 | 54,2 | 50,6 | 48,9  | 48,2  | 47,4  |
| Románia       | 18,9            | 35,6            | 22,5  | 15,9 | 29,8 | 39,2 | 37,8 | 37,3 | 35,2 | 35,0  | 36,0  | 38,4  |
| Csehország    | 26,7            | 41,7            | 17,0  | 27,9 | 37,4 | 42,2 | 40,0 | 36,8 | 34,7 | 32,7  | 31,7  | 31,1  |
| Magyarország  | 61,9            | 78,6            | 55,3  | 60,5 | 80,2 | 76,7 | 76,7 | 76,0 | 73,4 | 70,8  | 69,2  | 67,7  |
| Albánia       | 57,6            | 59,1            | 63,8  | 58,1 | 54,1 | 66,1 | 68,7 | 68,7 | 66,9 | 68,1  | 66,0  | 64,0  |
| Montenegró    | –               | 51,4            | –     | 38,2 | 40,7 | 59,9 | 66,2 | 64,4 | 64,2 | 70,6  | 68,4  | 64,5  |
| Szerbia       | 70,6            | 53,8            | 224,8 | 46,2 | 48,9 | 65,4 | 70,7 | 68,6 | 60,1 | 54,5  | 50,9  | 48,0  |

### A kelet-európai országok GDP növekedése
A vásárlóerő-paritáson mért GDP a területi deflátorok és pénznemek átszámítására alkalmazott arányszám, mely kiküszöböli az egyes tagállamok árszínvonalában mutatkozó különbségek hatásait, s így lehetővé teszi a GDP különböző összetevőinek mennyiségi összehasonlítását, valamint az árszínvonalak összevetését.
A KGST fennállásának ideje alatt Csehszlovákiában és Magyarországon volt a legmagasabb az egy főre jutó bruttó hazai termék (GDP). A felbomlását követően pedig az Európai Unióhoz 2004-ben csatlakozott Csehország és Szlovénia érte el ebből a szempontból a legmagasabb fejlettségi szintet. Magyarország összehasonlítása a környező kelet-európai országokkal amiatt célszerű, mert ez mutatja, hogy a hasonló történelmi múlttal és adottságokkal rendelkező országok hogyan növekedtek a rendszerváltás óta. Portugália és Görögország azért szerepel a táblázatban, mert ennek a két országnak a növekedése a 2008-as gazdasági világválság óta a volt szocialista országok szintjére csökkent.
| Ország        | 1996  | 1998  | 2000  | 2002  | 2004  | 2006  | 2008  | 2010  | 2012  | 2014  | 2016  | 2018  |
| ------------- | ----- | ----- | ----- | ----- | ----- | ----- | ----- | ----- | ----- | ----- | ----- | ----- |
| Bulgária      | 6448  | 6943  | 7483  | 8870  | 10498 | 12904 | 15521 | 15666 | 17120 | 18373 | 20474 | 23156 |
| Csehország    | 14852 | 15170 | 16673 | 18243 | 20752 | 25026 | 28079 | 27552 | 28824 | 30527 | 33520 | 37370 |
| Észtország    | 8842  | 10813 | 12198 | 14465 | 17488 | 22669 | 24360 | 21745 | 25561 | 27951 | 30106 | 34095 |
| Görögország   | 16729 | 18498 | 20392 | 22671 | 26232 | 29446 | 31567 | 28954 | 25452 | 26097 | 26849 | 29122 |
| Horvátország  | 10221 | 11404 | 12489 | 14366 | 15989 | 18540 | 20878 | 19511 | 20461 | 21240 | 23361 | 26221 |
| Lengyelország | 8835  | 10205 | 11653 | 12426 | 14172 | 16559 | 19363 | 21078 | 23377 | 25421 | 27834 | 31938 |
| Lettország    | 6424  | 7825  | 8923  | 10838 | 13577 | 18255 | 20605 | 17852 | 21318 | 23559 | 25716 | 29901 |
| Litvánia      | 7361  | 8943  | 9656  | 11587 | 14554 | 18476 | 22545 | 20546 | 24400 | 27622 | 30129 | 34825 |
| Magyarország  | 11499 | 12793 | 14348 | 16242 | 18632 | 21543 | 22913 | 22026 | 23106 | 25633 | 27868 | 31902 |
| Portugália    | 16684 | 18603 | 20540 | 21632 | 22682 | 24568 | 26322 | 26490 | 26112 | 27301 | 29162 | 32006 |
| Románia       | 8052  | 7484  | 7943  | 9427  | 11418 | 13824 | 17413 | 16387 | 17930 | 20042 | 22509 | 26446 |
| Szlovákia     | 10526 | 11809 | 12344 | 13889 | 16142 | 19850 | 24306 | 24549 | 26629 | 28729 | 31475 | 35129 |
| Szlovénia     | 14194 | 15895 | 18050 | 19967 | 22387 | 26044 | 30015 | 28047 | 28469 | 29962 | 32232 | 36745 |

#### Az egy főre eső GDP változása (nominális)
| Állam         | 2012   | 2013   | 2014   | 2015   | 2016   | 2017   | 2018   | 2019   |
| ------------- | ------ | ------ | ------ | ------ | ------ | ------ | ------ | ------ |
| Bulgária      | 5,750  | 5,770  | 5,940  | 6,360  | 6,820  | 7,390  | 7,980  | 8,728  |
| Horvátország  | 10,290 | 10,270 | 10,250 | 10,600 | 11,170 | 11,890 | 12,620 | 13,330 |
| Ciprus        | 22,500 | 20,880 | 20,420 | 21,030 | 22,160 | 23,320 | 24,290 | 24,920 |
| Csehország    | 15,360 | 15,010 | 14,880 | 15,980 | 16,690 | 18,100 | 19,530 | 20,610 |
| Észtország    | 13,620 | 14,420 | 15,340 | 15,820 | 16,490 | 18,070 | 19,740 | 21,160 |
| Görögország   | 17,310 | 16,480 | 16,400 | 16,380 | 16,380 | 16,760 | 17,210 | 17,500 |
| Magyarország  | 10,050 | 10,310 | 10,730 | 11,400 | 11,740 | 12,830 | 13,690 | 14,720 |
| Lettország    | 10,870 | 11,350 | 11,860 | 12,350 | 12,800 | 13,810 | 15,130 | 15,930 |
| Litvánia      | 11,160 | 11,830 | 12,460 | 12,850 | 13,560 | 14,940 | 16,160 | 17,310 |
| Málta         | 17,060 | 17,950 | 19,570 | 21,690 | 22,750 | 24,190 | 25,510 | 26,350 |
| Lengyelország | 10,100 | 10,250 | 10,680 | 11,190 | 11,100 | 12,160 | 12,920 | 13,730 |
| Portugália    | 16,010 | 16,300 | 16,640 | 17,350 | 18,060 | 19,020 | 19,870 | 20,650 |
| Románia       | 6,640  | 7,190  | 7,550  | 8,090  | 8,650  | 9,580  | 10,510 | 11,500 |
| Szlovákia     | 13,590 | 13,740 | 14,070 | 14,710 | 14,920 | 15,540 | 16,470 | 17,270 |
| Szlovénia     | 17,630 | 17,700 | 18,250 | 18,830 | 19,550 | 20,810 | 22,080 | 22,980 |
| EU átlag      | 26,680 | 26,850 | 27,720 | 29,140 | 29,310 | 30,070 | 30,980 | 31,080 |

## Lásd még
- Magyarország államadóssága
- Adósbesorolás
- Reálbér
- Minimálbér
- Létminimum
- Szegénység
- Magyarország és az EU kapcsolatának kronológiája
- Európai országok listája minimálbér szerint
- Európai országok átlagfizetés alapján
- Országok listája az egy főre jutó GDP (PPP) alapján